# Liberalismo español

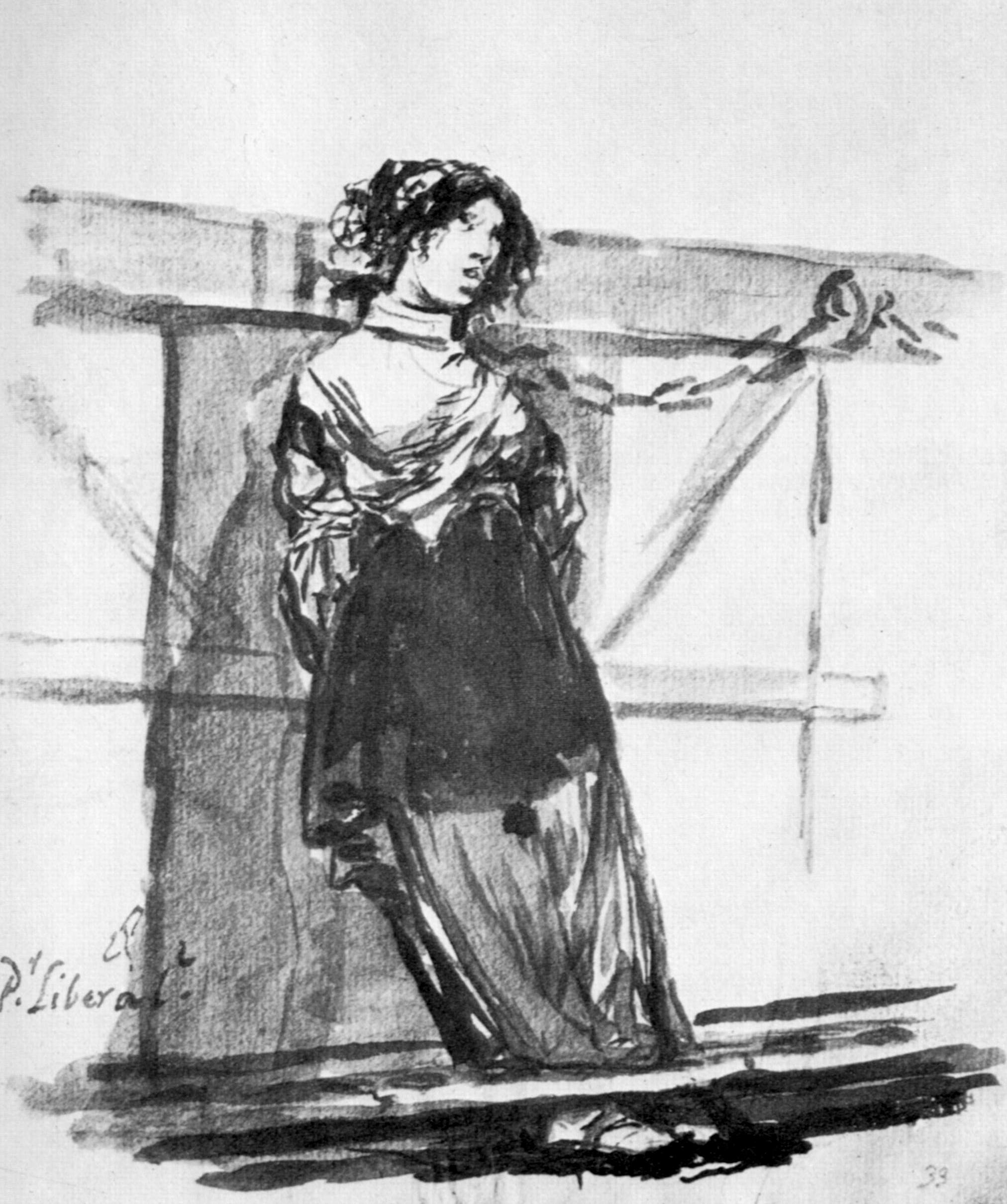
Por liberal, dibujo de Francisco de Goya (de fecha incierta, entre 1803 y 1824).

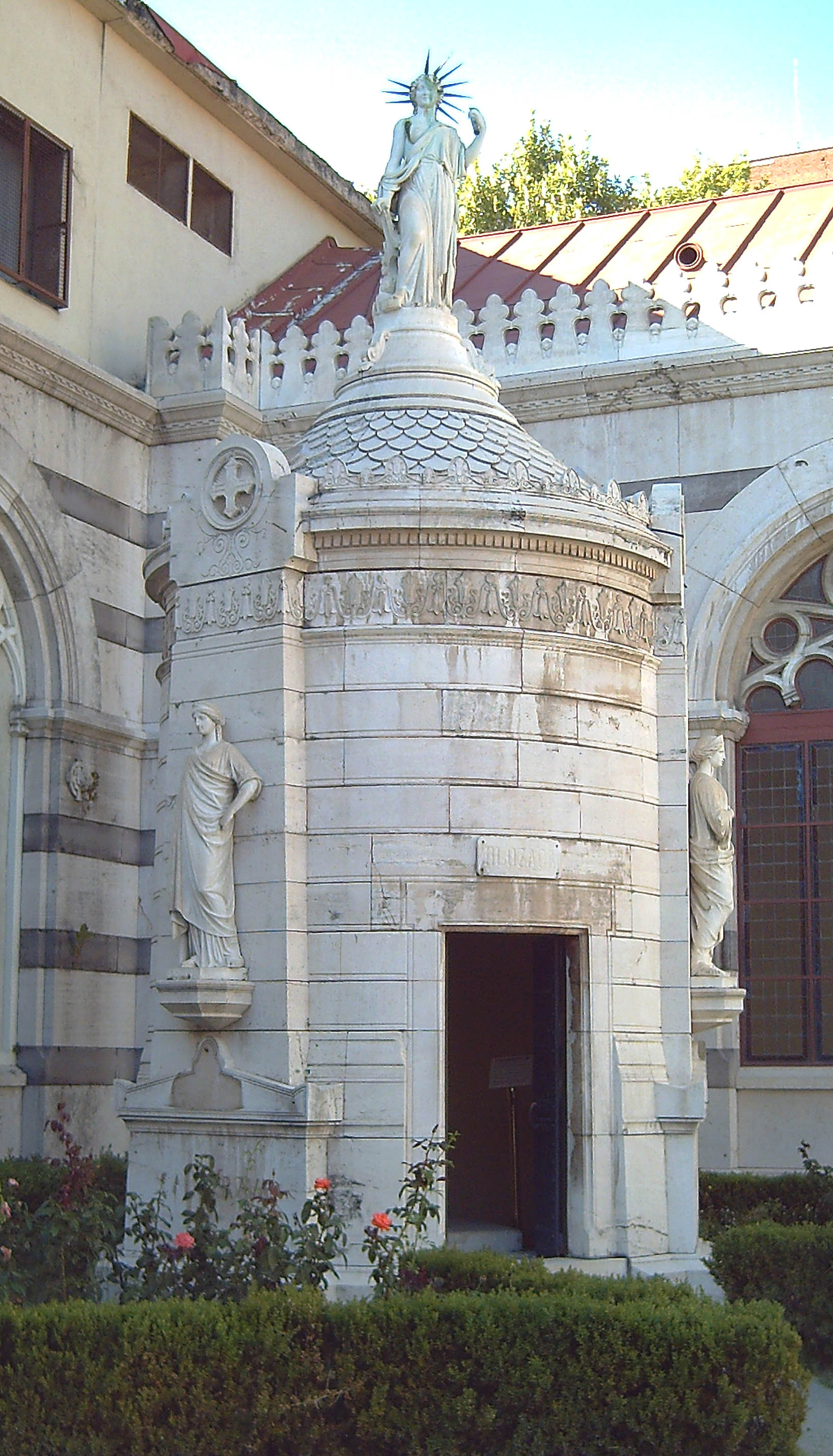
Mausoleo de Agustín Argüelles, José María Calatrava, Juan Álvarez Mendizábal, Diego Muñoz Torrero, Francisco Martínez de la Rosa y Salustiano Olózaga. Construcción de Federico Aparici, estatua superior de Ponciano Ponzano ("La Libertad") y estatuas inferiores de Sabino Medina ("Pureza", "Gobierno" y "Reforma"). Inicialmente situado en el cementerio de San Nicolás de Madrid (1857), fue trasladado al claustro del Panteón de Hombres Ilustres en 1912.

El liberalismo español  es una etiqueta historiográfica y de teoría política que se aplica en muy diferentes contextos históricos de la Edad Contemporánea en España, además de a la ideología del liberalismo en dicho país.
La revolución liberal española como movimiento político en el que se incluyen las distintas corrientes que han recibido en España la denominación de liberales o liberales españoles, tuvo como inicio la Guerra de Independencia Española (1808-1814), como escenario fundamental las Cortes de Cádiz (1810-1814) y como texto referente la Constitución de 1812, hasta tal punto que se utiliza la denominación de liberalismo gaditano. Los liberales españoles del siglo XIX la llamaron la "Revolución española". Según Jorge Vilches, "la Revolución española fue el proceso que comenzó en 1808 y terminó en la Restauración [1875], y consistió en la búsqueda por las clases medias de un régimen político que combinara la libertad con el orden".
La configuración del Estado liberal se fue gestando durante el reinado de Isabel II (1833-1868), periodo el que se produce no tanto la definitiva configuración del Nuevo Régimen o Régimen Liberal, sino una accidentada sucesión de intentos de definirlo de maneras más o menos liberales (moderadas -más eclécticas y contemporizadoras- o progresistas -más radicales o revolucionarias-), frente a la resistencia reaccionaria representada por los carlistas y los neocatólicos. Entre toda la actividad legislativa, fueron decisivas para el cambio económico y social las dos desamortizaciones, la legislación fiscal, minera y ferroviaria, y la ley Moyano de educación; mientras que menor suerte tuvieron los ensayos pendularmente opuestos de textos constitucionales que pretendían asentar la configuración jurídico-institucional.
Al mismo tiempo, se iban desarrollando procesos históricos de recorrido mucho más extenso: una lenta (para algunos autores "fracasada") revolución industrial española, un capitalismo español con características propias, un cambio social correspondiente a la revolución burguesa, pero en el que el protagonismo de la burguesía fue escaso, y una peculiar construcción de la identidad nacional: el nacionalismo español. Muy distintos partidos políticos españoles han recibido la denominación de Partido liberal.

## Los inicios del liberalismo español
El liberalismo contaba con el precedente de algunos pensadores austracistas e ilustrados que en los años y décadas anteriores a la Revolución Francesa habían defendido el régimen parlamentario británico frente a las Monarquías absolutas del continente y que incluso habían asimilado algunos de los postulados de la revolución americana que dio nacimiento a los Estados Unidos. Juan Amor de Soria (un "austracista persistente"), José Agustín Ibáñez de la Rentería, Valentín de Foronda y León de Arroyal, son considerados como los fundadores de la tradición liberal española. 
Así se expresaba en una carta León de Arroyal:

El poder absoluto del rey no hay quien pueda templarle, y no siempre nos podemos prometer que sean de una absoluta sabiduría muchas veces los efectos de su abuso [...] nuestro mal será incurable en tanto que subsistan las barreras que en el día tienen el Rey como separado de su reino; pues mientras no oiga al vasallo que lo necesita, es tanto como si estuviese en el Japón o California.

La suprema autoridad está repartida en multitud de consejos, juntas y tribunales, que todos obran sin noticia unos de otros; y así lo que uno manda, otro la desmanda, y todo en nombre del rey, por lo cual, decía un amigo mío que la potestad regia estaba descuartizada como los ajusticiados. Yo comparo nuestra monarquía, en el estado presente, a una casa vieja sostenida a fuerza de remiendos, que los mismos materiales que pretende componer un lado, derriban el otro, y sólo se puede enmendar echándola a tierra y reedificándola de nuevo"

Entre los precursores del liberalismo hubo diferentes orientaciones: los aristócratas (Conde de Floridablanca, Conde de Aranda), los burócratas e intelectuales (Jovellanos, Campomanes, Meléndez Valdés, León de Arroyal) y los pequeños y completamente marginales grupos de radicales (Conspiración de Picornell). A la mayoría de ellos se les suele aplicar el calificativo de preliberales.
Tras la Revolución Francesa y especialmente durante la Guerra de la Convención (1793-1795), en la que el gobierno de Manuel Godoy desplegó una campaña reaccionaria para justificar la guerra contra Francia, apareció un sector de ilustrados al que los sucesos revolucionarios franceses les indujeron a rebasar claramente los postulados moderados de la Ilustración, lo que dio nacimiento a un movimiento abiertamente liberal. Juan Pablo Forner en una carta le comentaba a un amigo de Sevilla el ambiente que se vivía en Madrid:

En el café no se oye más que batallas, revolución, Convención, representación nacional, libertad, igualdad; hasta las putas te preguntan por Robespierre y Barrére, y es preciso llevar una buena dosis de patrañas gacetales para complacer a la moza que se corteja

Así en la última década del siglo XVIII se produjo una importante agitación "liberal" —proliferación de pasquines sediciosos, ostentación de símbolos revolucionarios, circulación de panfletos subversivos—, impulsada desde Bayona por una serie de ilustrados españoles exiliados que adoptaron los principios y los ideales de la Revolución Francesa y del liberalismo. El miembro más destacado y animador principal de este grupo era José Marchena, editor de la Gaceta de la Libertad y de la Igualdad, que estaba redactada en español y en francés, y cuya finalidad declarada era «preparar los espíritus españoles para la libertad». Además fue el redactor de la proclama A la Nación española, publicada en Bayona en 1792 con una tirada de 5.000 ejemplares, y en la que entre otras cosas pedía la supresión de la Inquisición, el restablecimiento de las Cortes estamentales o la limitación de los privilegios del clero —un programa ciertamente bastante moderado, dada la cercanía de Marchena a los girondinos—. Junto a Marchena se encontraban Miguel Rubín de Celis, José Manuel Hevia y Vicente María Santibáñez —este último tal vez el más radical, cercano a los jacobinos, defendía la formación de una Cortes que representaran a la «nación»—. En el interior de España también hubo agitación liberal, cuya realización de mayor impacto fue la "conspiración de San Blas", así llamada porque fue descubierta el 3 de febrero de 1795, día de San Blas.

## Liberalismo gaditano (1810-1814)

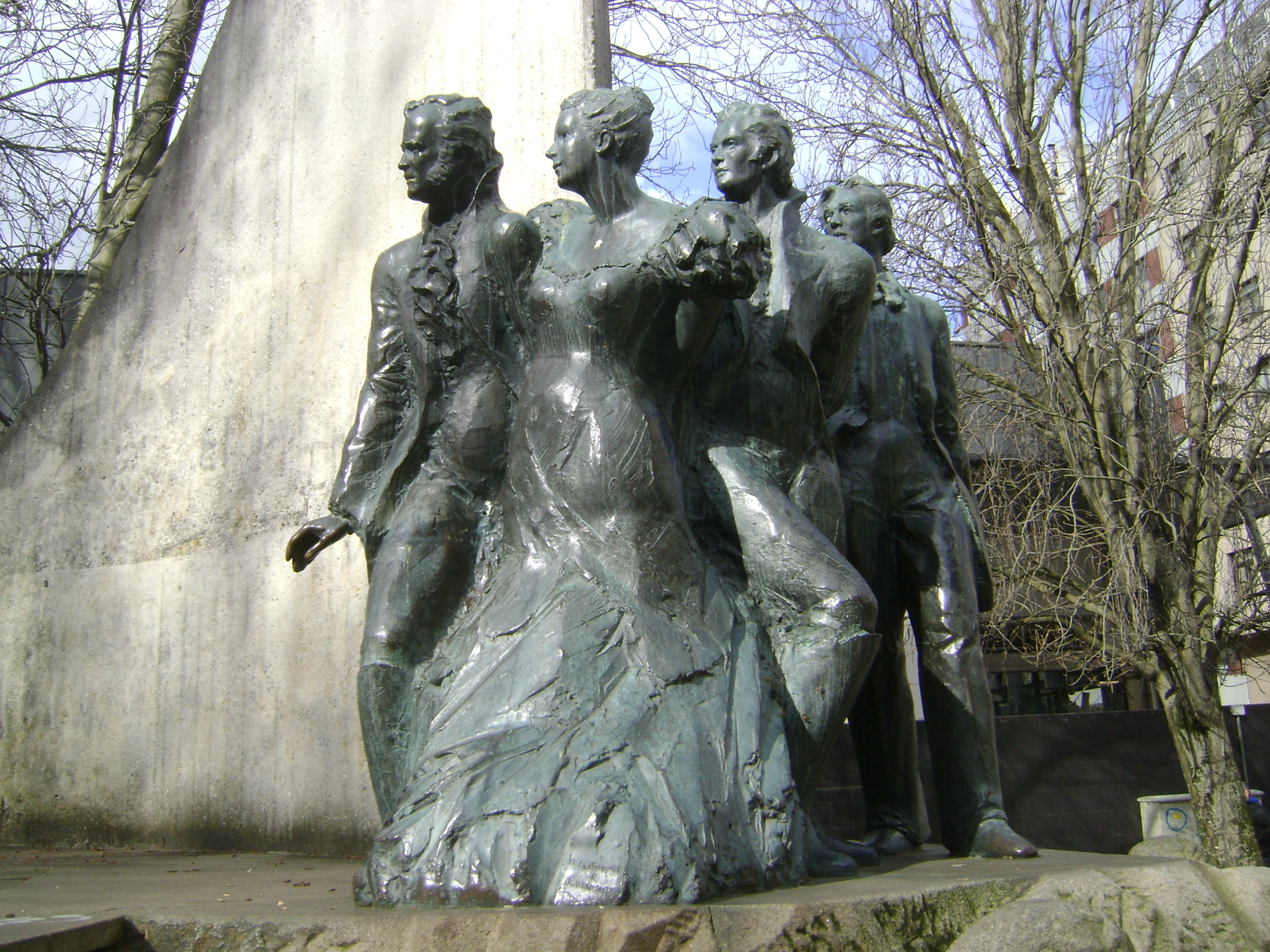
Monumento a los liberales del siglo XIX situado en el barrio Agra del Orzán, La Coruña, Galicia (España).

La Guerra de Independencia (1808-1814) tuvo también un componente de verdadera guerra civil al escindir a la élite social e intelectual española, especialmente a los que se significaban por sus ideas políticas "avanzadas", en un bando "patriota" y un bando "afrancesado". Tanto los denominados "jovellanistas" como la mayor parte de los "afrancesados" se caracterizaron por su postura moderada, recelosa de los cambios revolucionarios pero convencida de la necesidad de transformar profundamente el Antiguo Régimen Hispano. Algunas importantes figuras procuraron no comprometerse demasiado y mantenerse equidistantes, o al menos consiguieron que su aceptación de la ocupación francesa (incluso su ejercicio de algún tipo de cargo público durante ella) no fuera tenida en cuenta. Así ocurrió con Francisco de Goya o con Francisco Martínez Marina.
Los liberales de las Cortes de Cádiz (1810-1814), momento histórico en el que se acuñó el término "liberal" en su acepción actual, exportado al vocabulario político de todos los idiomas. La nómina de los liberales gaditanos es muy extensa: Agustín Arguelles, Diego Muñoz Torrero, el conde de Toreno, Manuel José Quintana, Gabriel Ciscar, Pedro Agar y Bustillo, etc. Los que ocupaban una postura intermedia entre liberales y serviles o absolutistas españoles fueron denominados jovellanistas. En el debate público entre liberales y absolutistas que se producía en la prensa gaditana y en libelos de contenido político editados en la misma ciudad, destacó por el lado liberal Antonio Puigblanch, que escribía bajo el seudónimo de Natanael Jomtob (La Inquisición sin máscara o Disertación en que se prueban hasta la evidencia los vicios de este tribunal y la necesidad de que se suprima, 1811), y Carmen de Silva, que editó El Robespierre Español a partir del ingreso en prisión de su marido (Pascasio Fernández Sardino -mozo de botica o médico castrense, según distintas fuentes-, resentido contra los militares, que es denominado políticamente como "gorro": patriota exaltado... [y] liberal radical-extremista). El periódico liberal más influyente fue El Conciso, que llegó a distribuir dos mil ejemplares (vendidos directamente en la redacción), lo que para la época era extraordinario (la mayor parte de la población no sabía leer, y oía las lecturas públicas que se realizaban en las numerosas tertulias políticas de la ciudad, en cafés y ateneos). En El Conciso solía publicar Francisco Sánchez Barbero. Otro periódico liberal era El Tribuno, de Muñoz Torrero. La oposición liberal/absolutista se trasladó a la moda, identificándose los trajes a la liberal entre los burgueses gaditanos, por contraste con la moda castiza madrileña del gusto de la aristocracia.

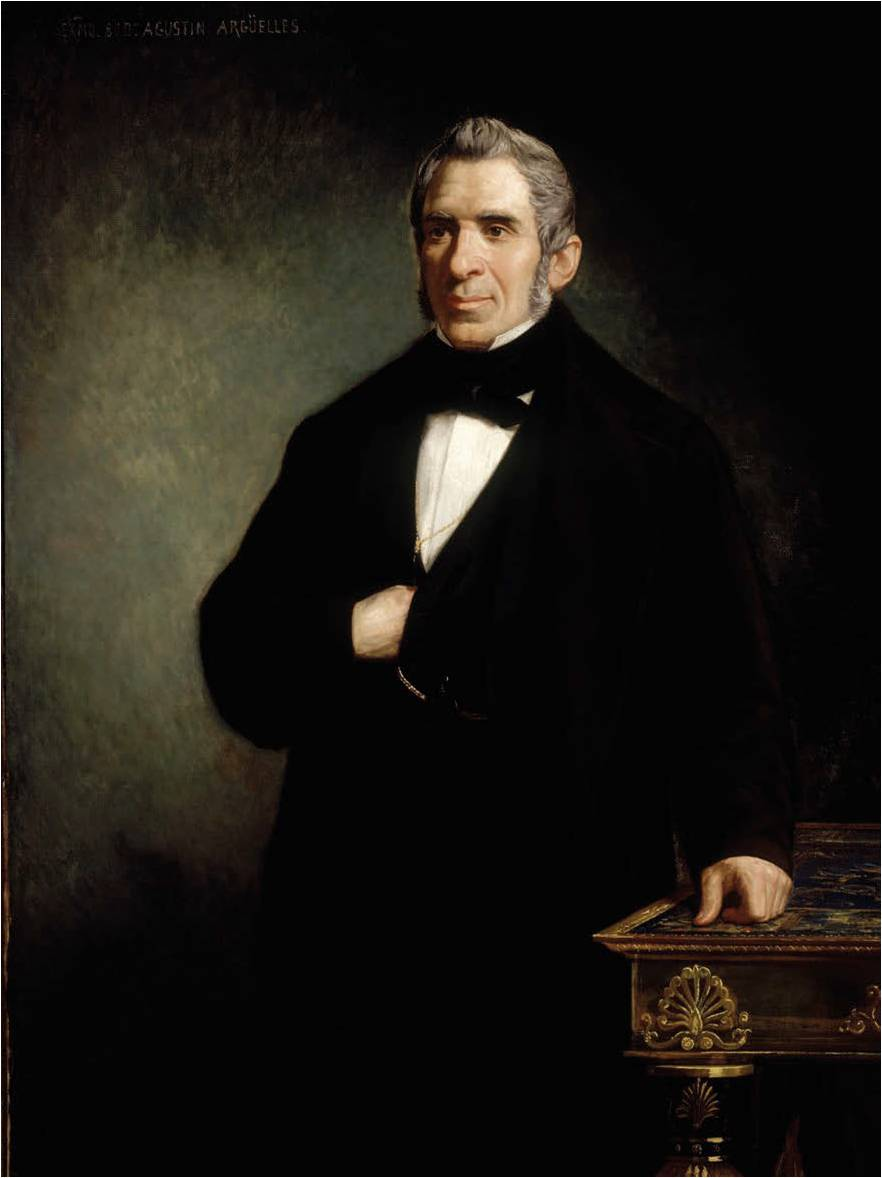
Argüelles.
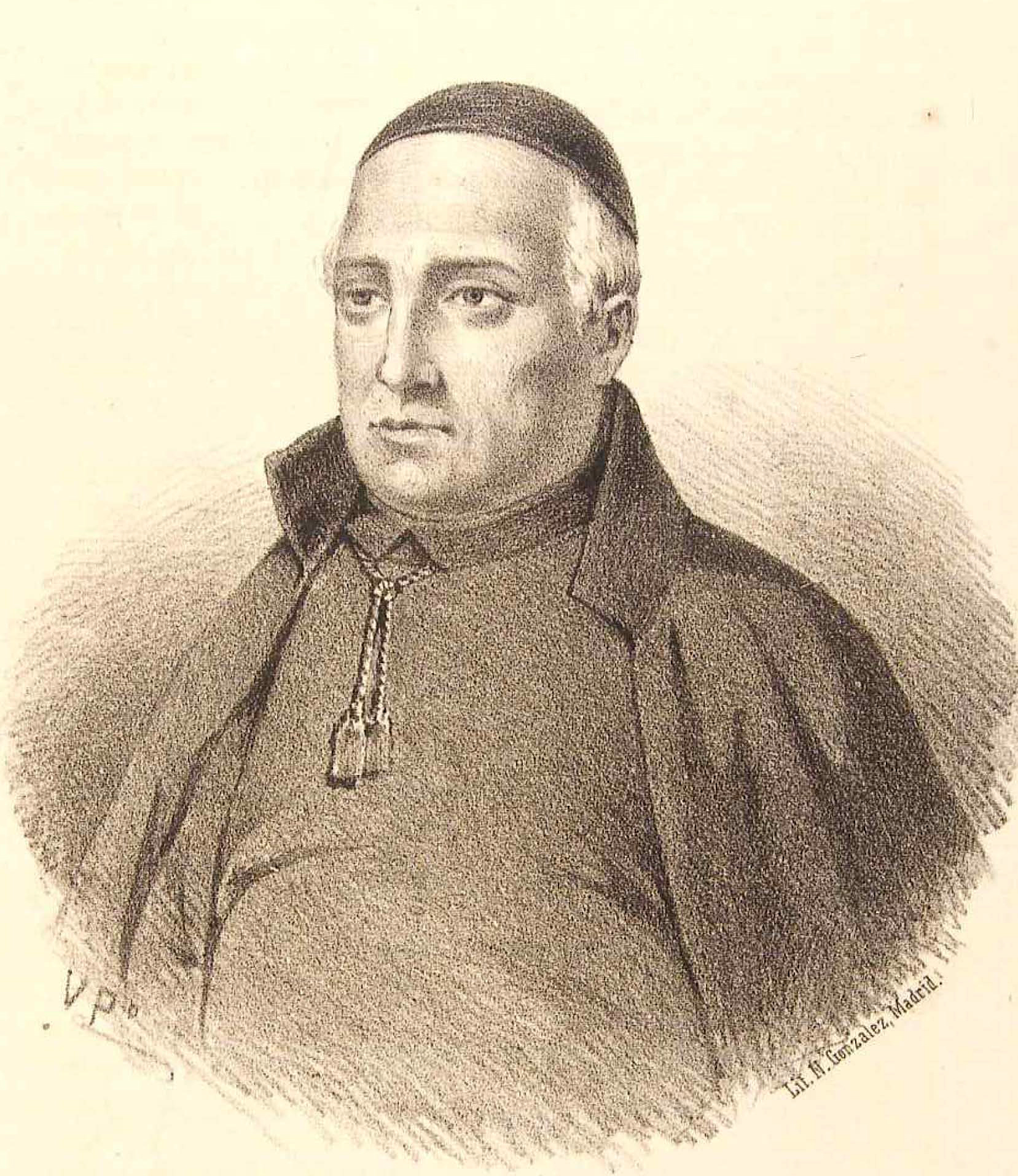
Muñoz Torrero.
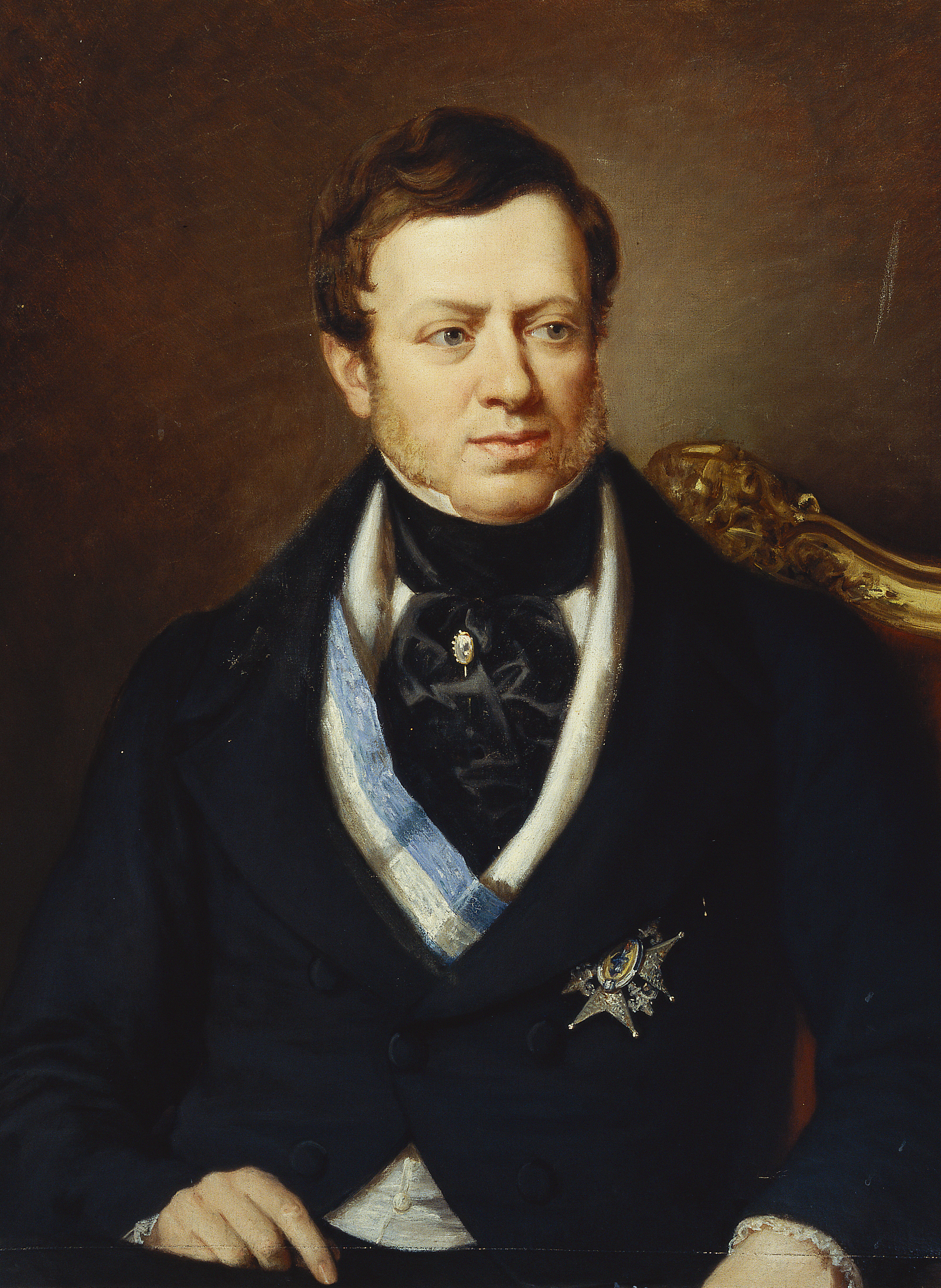
Conde de Toreno.
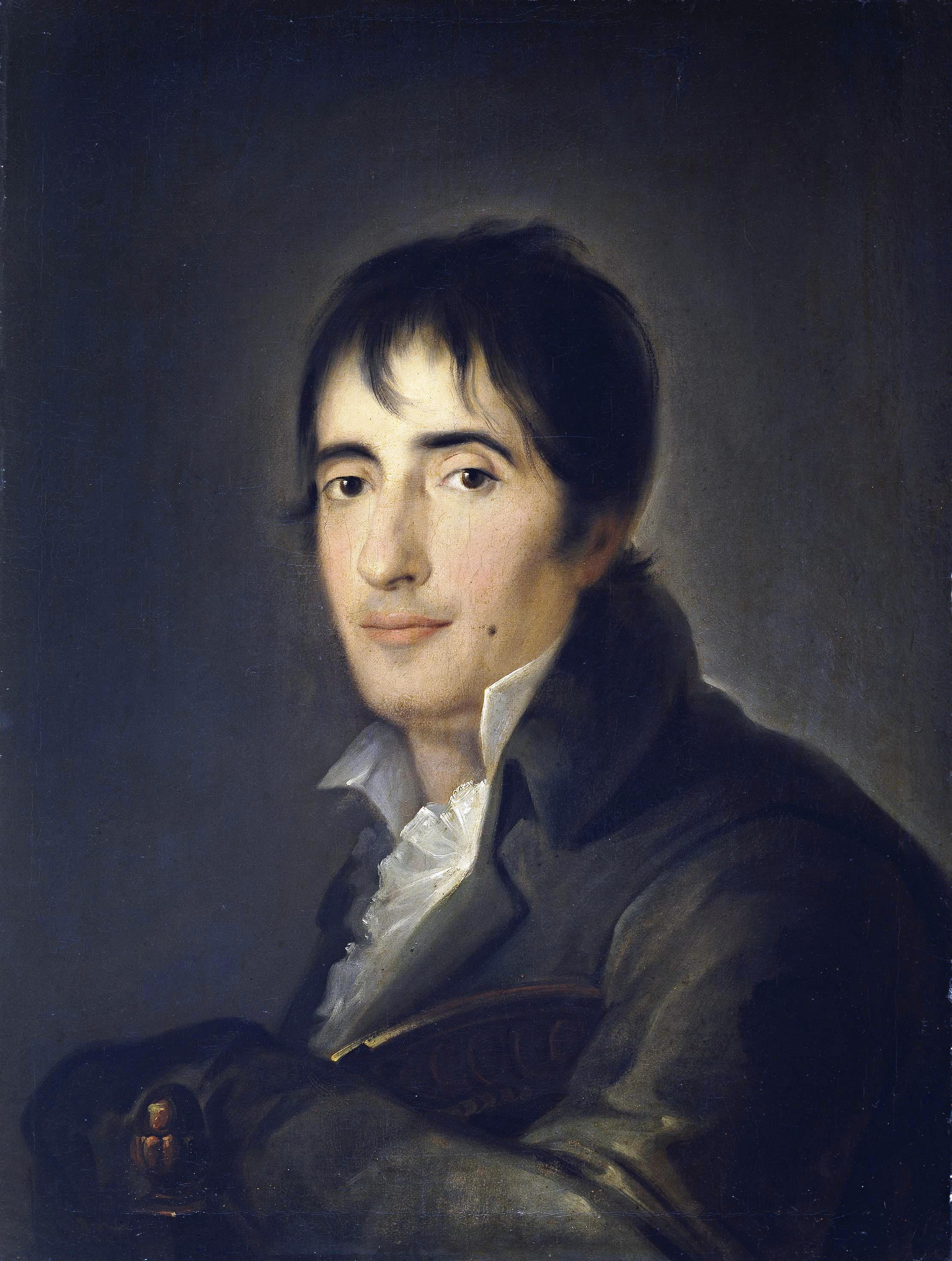
Quintana.
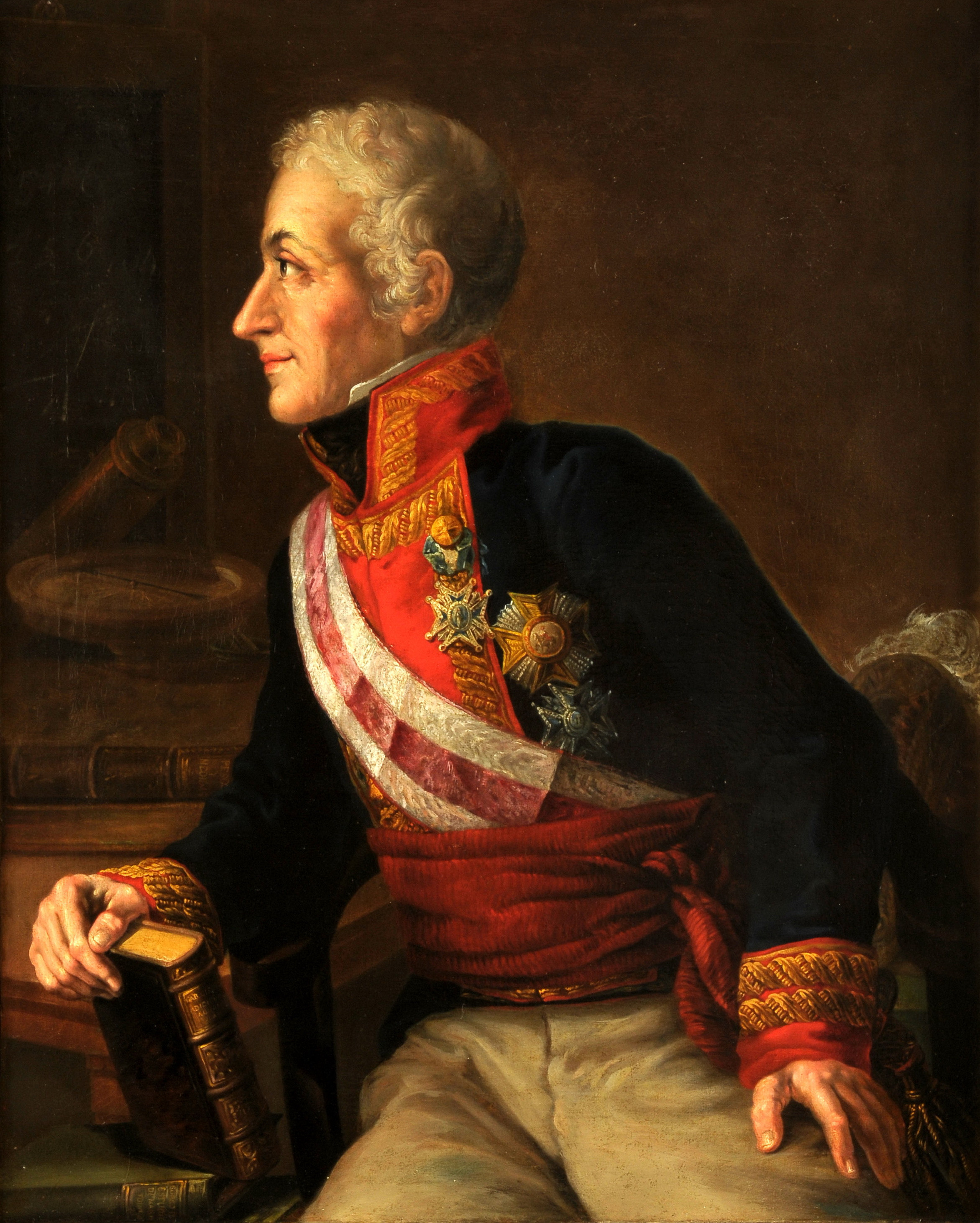
Gabriel Císcar.

## Exilio liberal
Los liberales en el exilio, que se inicia en 1814 y se repitió en 1823; y al que salieron tanto los afrancesados (Juan Antonio Llorente, Juan Meléndez Valdés, Leandro Fernández de Moratín, Alberto Lista, Mariano Luis de Urquijo, etc.) como los patriotas gaditanos.

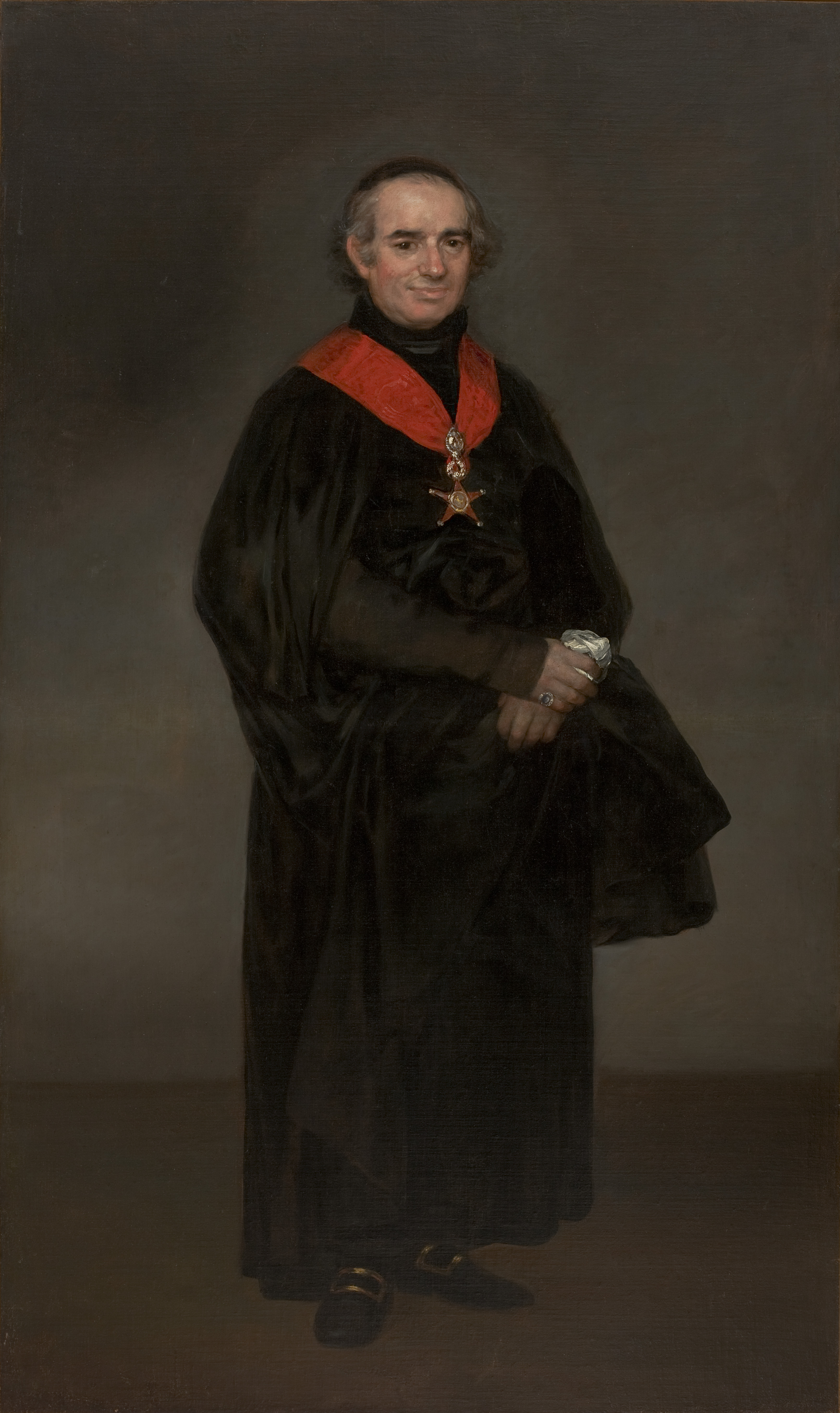
Llorente.
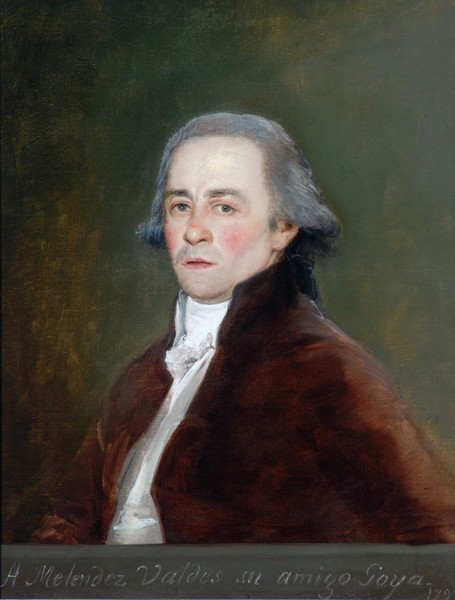
Meléndez Valdés.
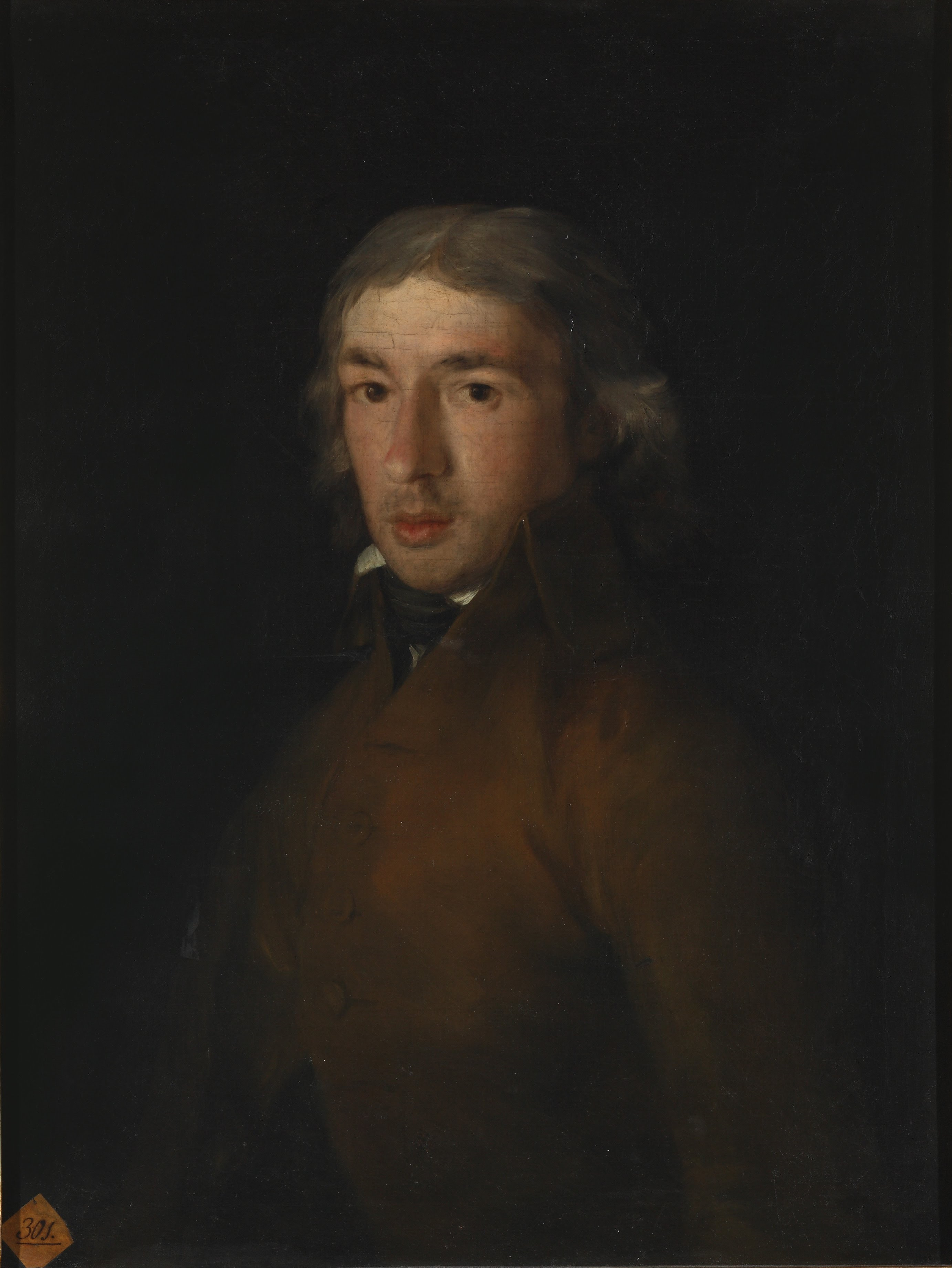
Moratín.
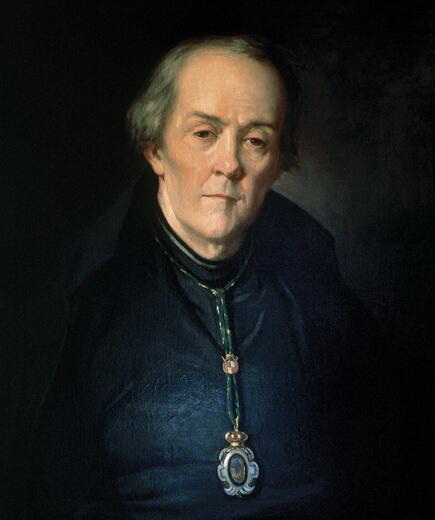
Lista.
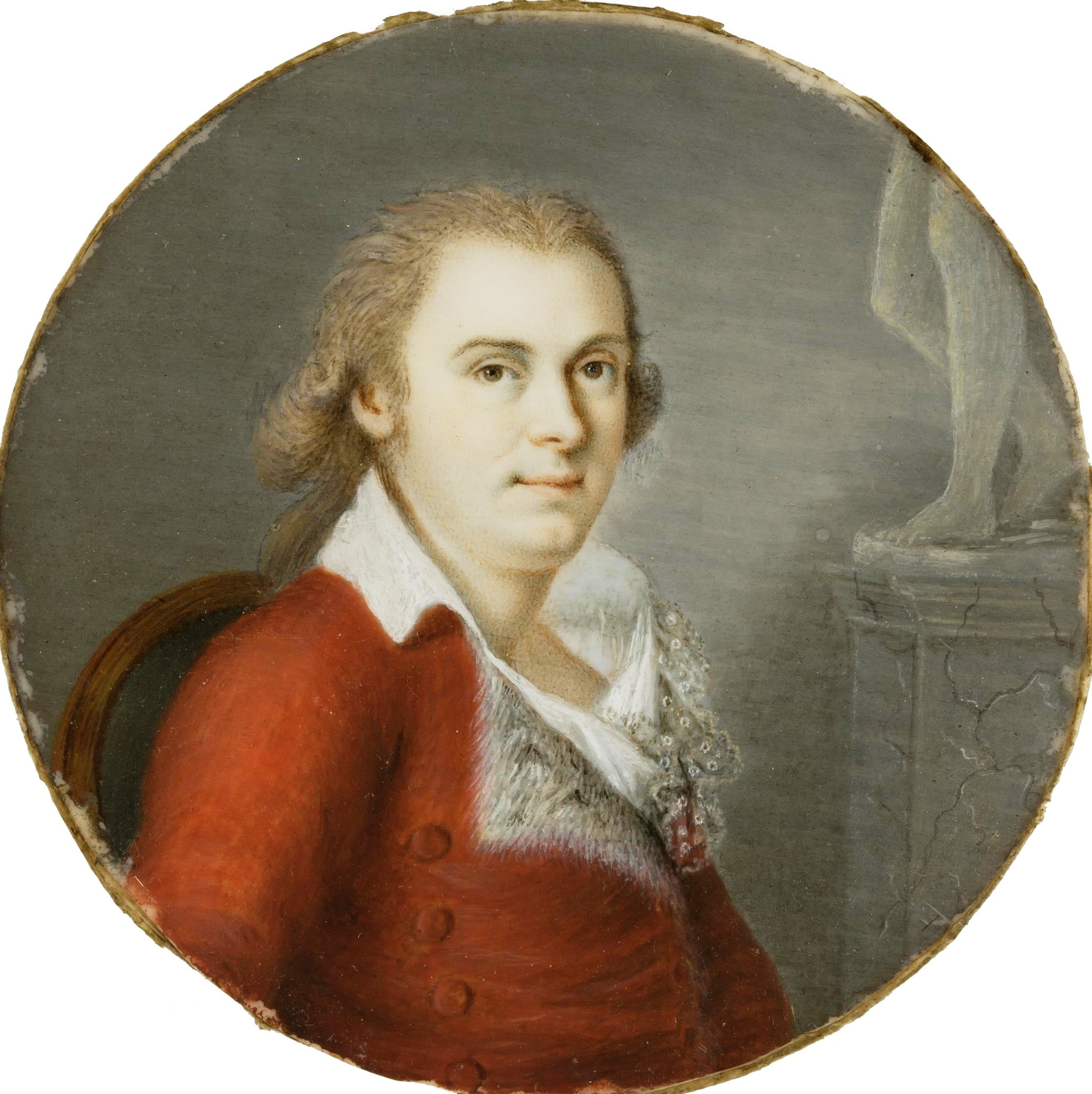
Urquijo.

Los liberales escogieron sobre todo Londres, varios de ellos bajo la protección de Lord Holland (los anteriormente citados, otros previamente expatriados, como José María Blanco White, y muchos otros: Antonio Alcalá Galiano, Joaquín Lorenzo Villanueva, Jaime Villanueva, José Canga Argüelles, Vicente Salvá, Antonio Puigblanch, Francisco Javier Istúriz, etc.). Otros eligieron Gibraltar, cuya proximidad les permitía intervenir en las conspiraciones insurreccionales (la de Torrijos, 1831, que desarticuló en Mallorca José Aimerich -por las mismas fechas fue ajusticiada Mariana Pineda, familiar de José Aymerich, que se convirtió, como Torrijos, en un mártir mítico para los liberales españoles-), y donde también posteriormente tuvieron origen algunos evangelizadores protestantes (que pudieron entrar en España tras la revolución de 1868 -Juan Bautista Cabrera, Manuel Matamoros-).

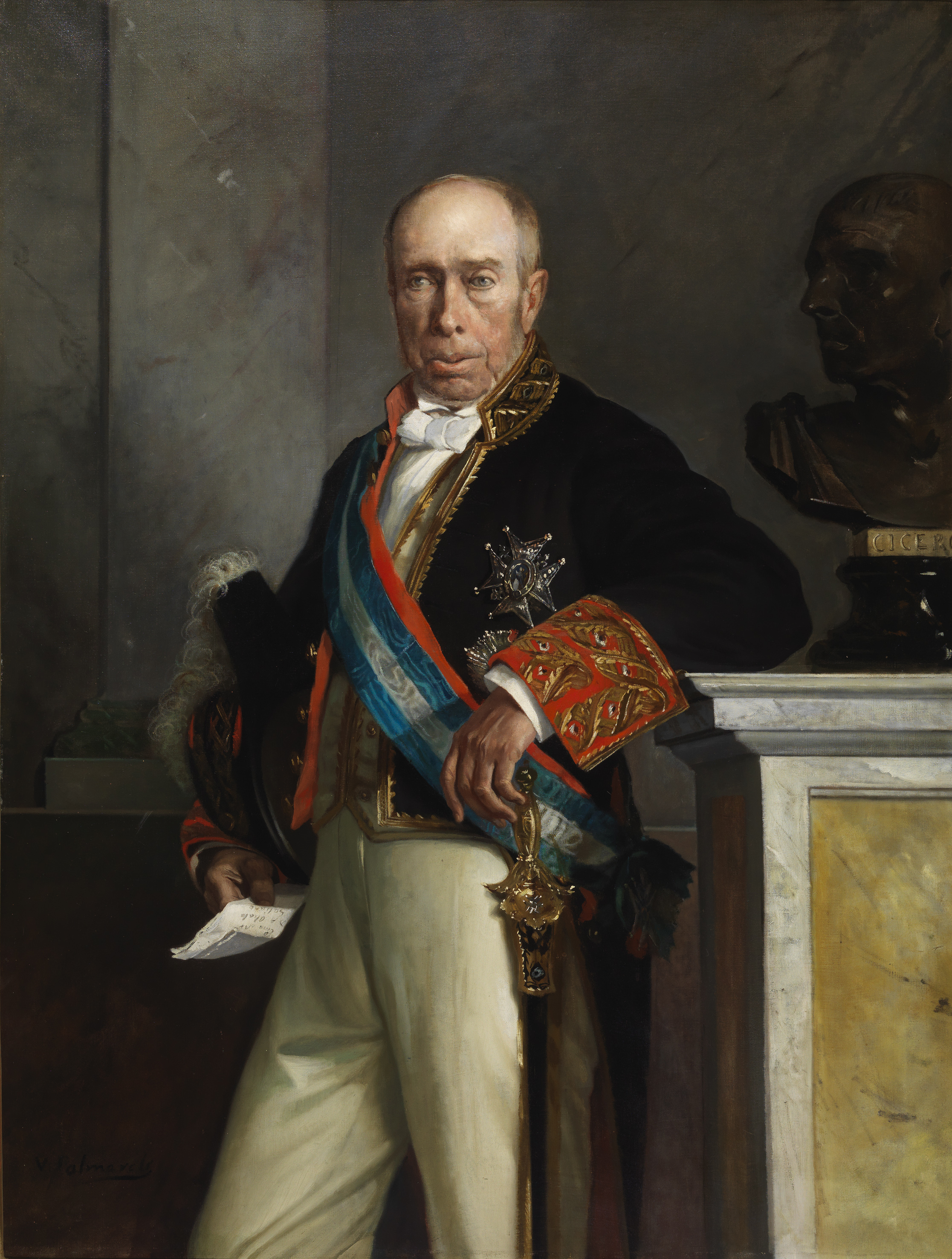
Alcalá Galiano.
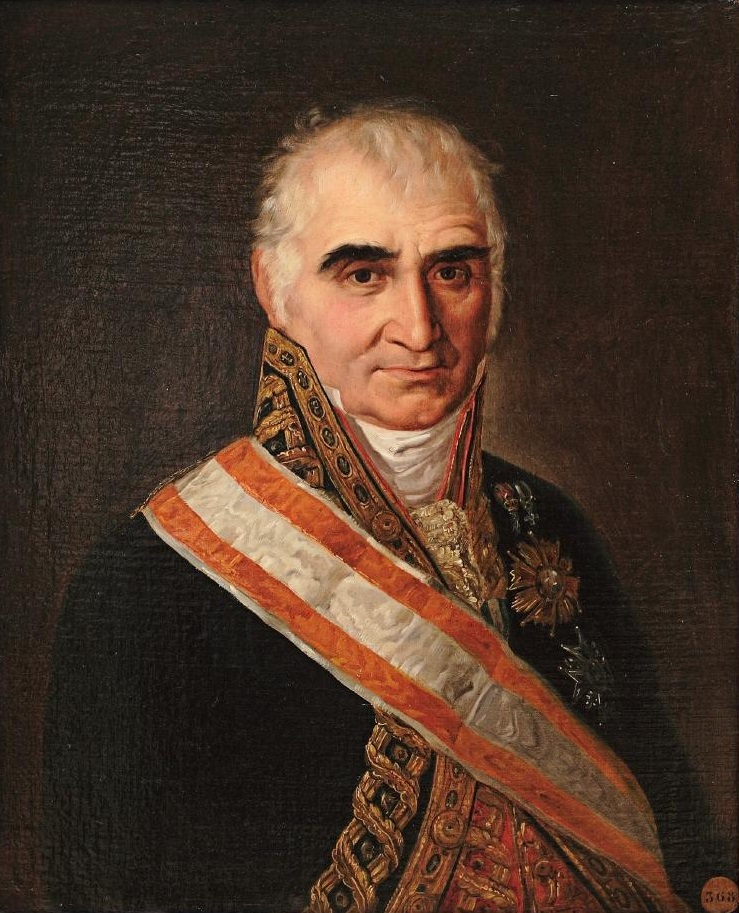
Canga Argüelles.
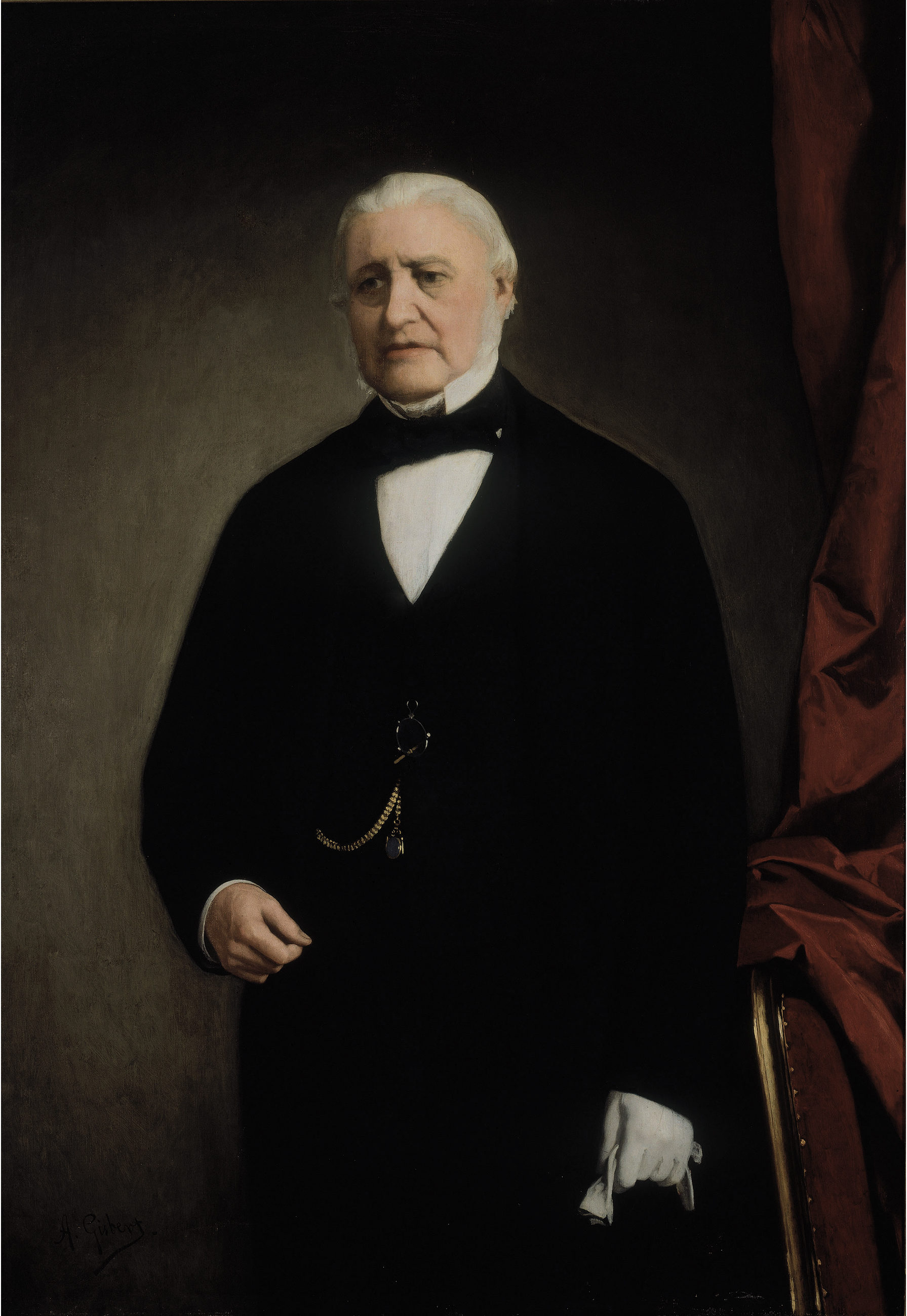
Istúriz.
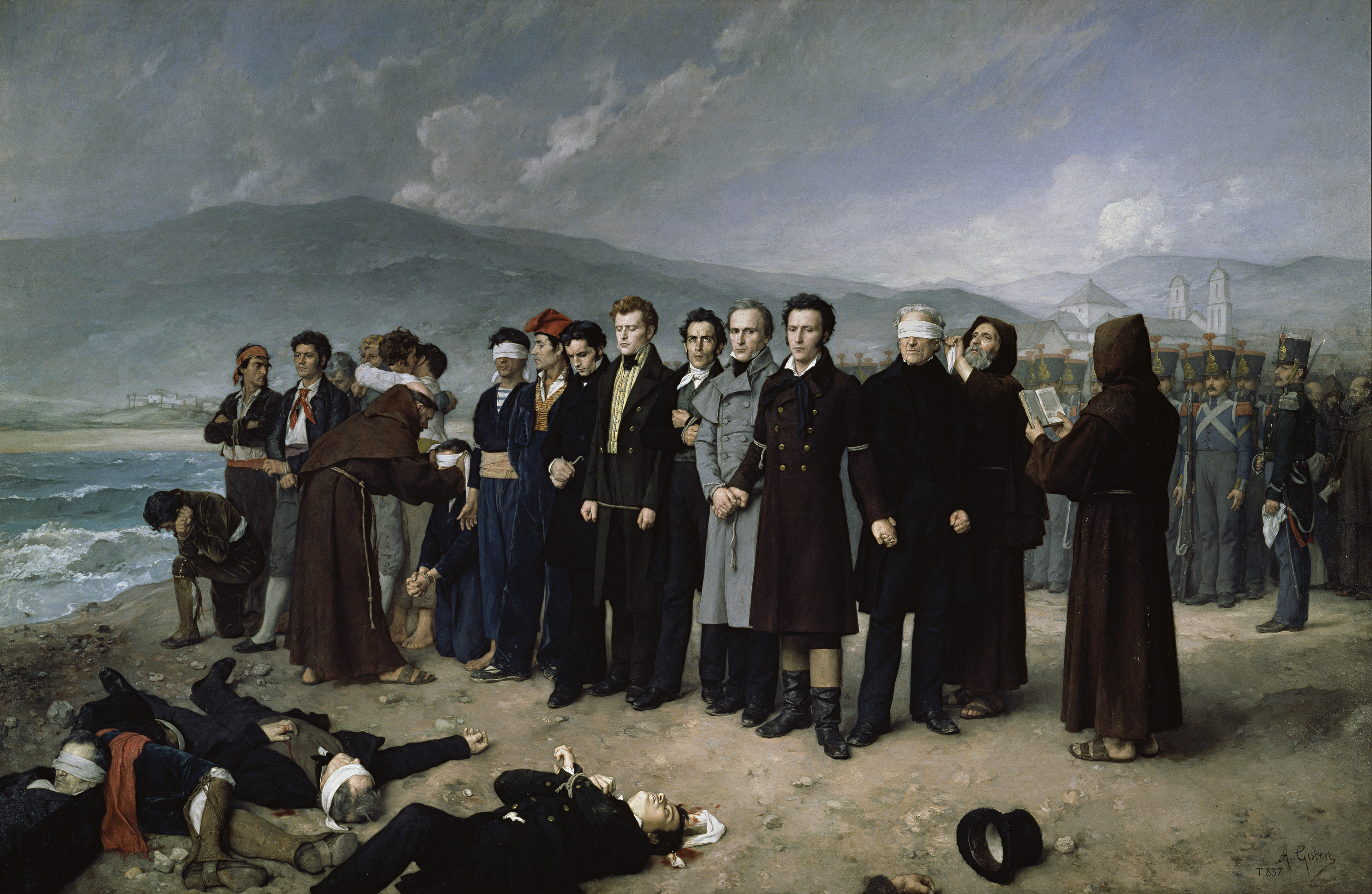
Fusilamiento de Torrijos y sus compañeros en las playas de Málaga, pintura de historia de Antonio Gisbert, 1888.
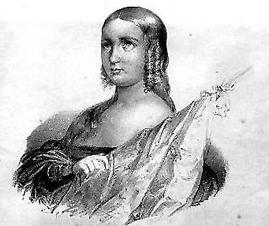
Mariana Pineda.

También fue Francia un destino muy elegido, donde llegaron a convivir afrancesados y patriotas (en ciudades como París y Burdeos -donde pasó sus últimos años Goya, en contacto con Leandro Fernández de Moratín y un grupo de españoles entre los que estaban comerciantes y financieros como Juan Bautista Muguiro y Martín Miguel de Goicoechea, que emparentó con el pintor-).
En Portugal se radicó otro grupo de exiliados liberales españoles. En la colonia española de Lisboa conoció Espronceda a la que sería su mujer, Teresa Mancha, hija de un militar liberal exiliado (1826-1827).
La diáspora liberal española fue decisiva para la internacionalización de la clase política y la difusión de ideas y prácticas políticas, en ambas direcciones (los españoles se impregnaron de la cultura europea al tiempo que exportaban una particular imagen romántica de España -exotismo- y suscitaban un interés serio por su estudio -hispanismo-). La difusión exterior de la Constitución de Cádiz de 1812 fue tal, que llegó a imponerse como modelo constitucional para en las revoluciones de 1820 en Portugal e Italia.

## Liberalismo en el Trienio
Los liberales del Trienio liberal (1820-1823), escindidos entre doceañistas o moderados (Evaristo Pérez de Castro, Eusebio Bardají, José Gabriel de Silva -marqués de Santa Cruz-, y Francisco Martínez de la Rosa) y veinteañistas o exaltados (Rafael del Riego, Evaristo Fernández de San Miguel). También se utilizaban las expresiones fracción templada y fracción de los constitucionales.

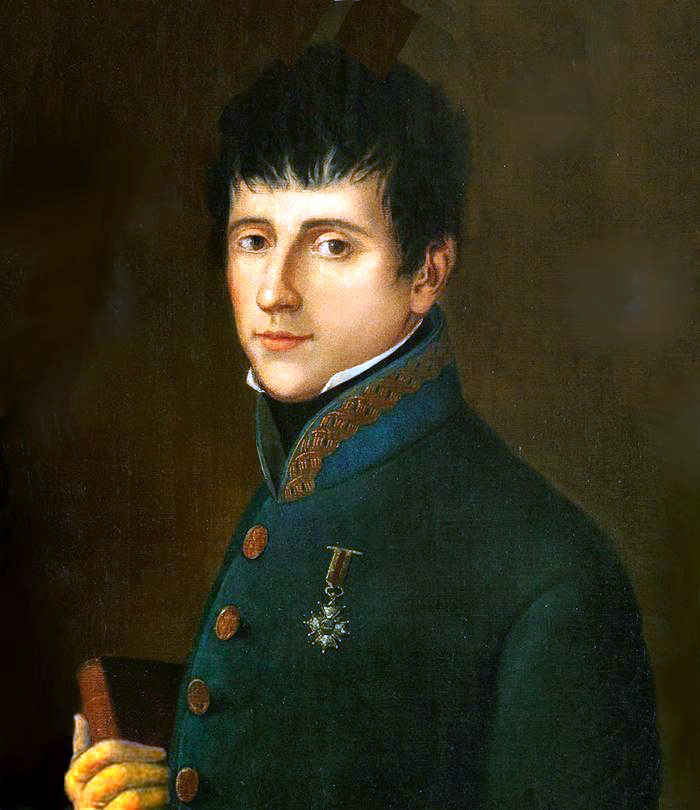
El general Rafael del Riego.
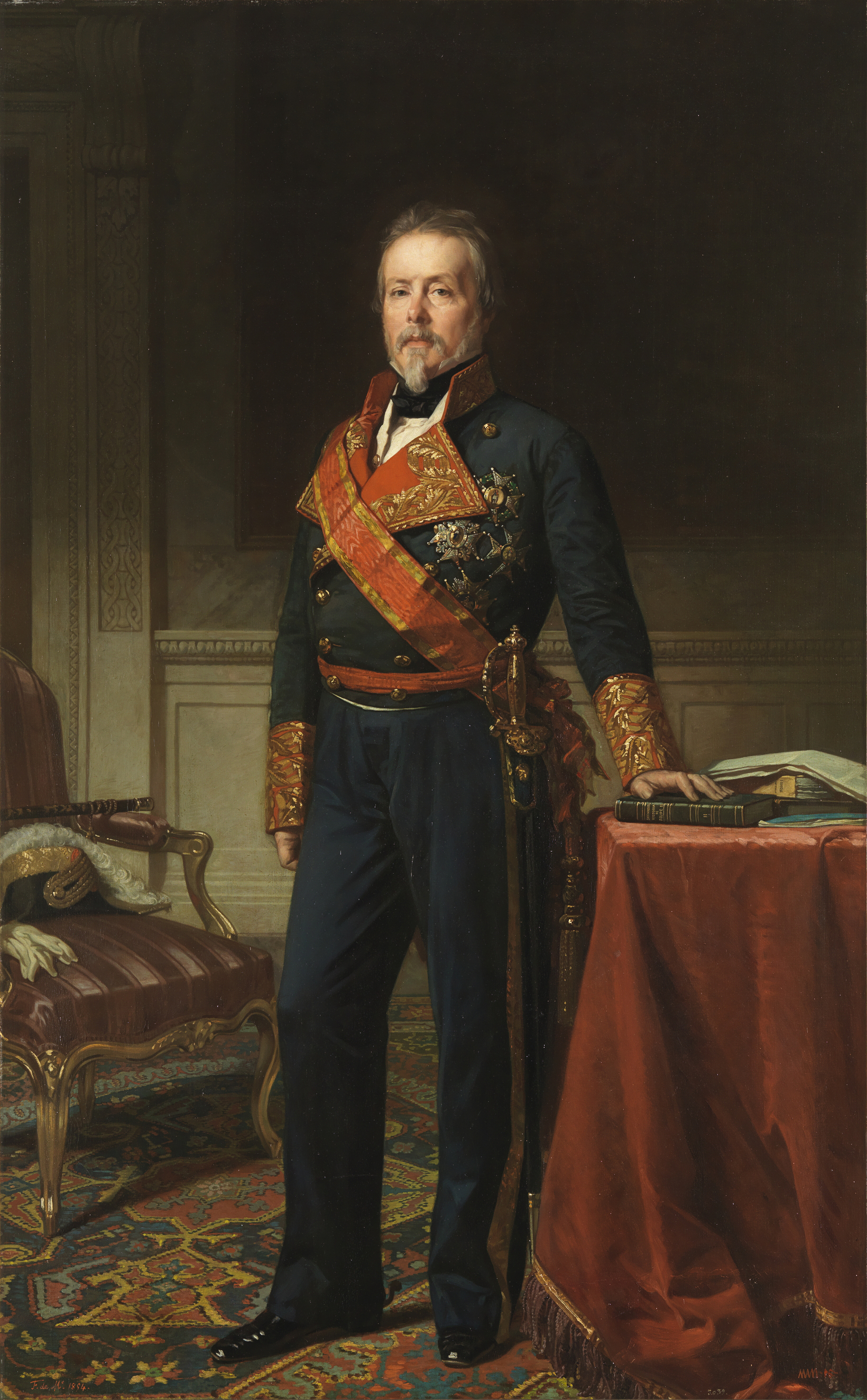
Evaristo Fernández de San Miguel, duque de San Miguel.
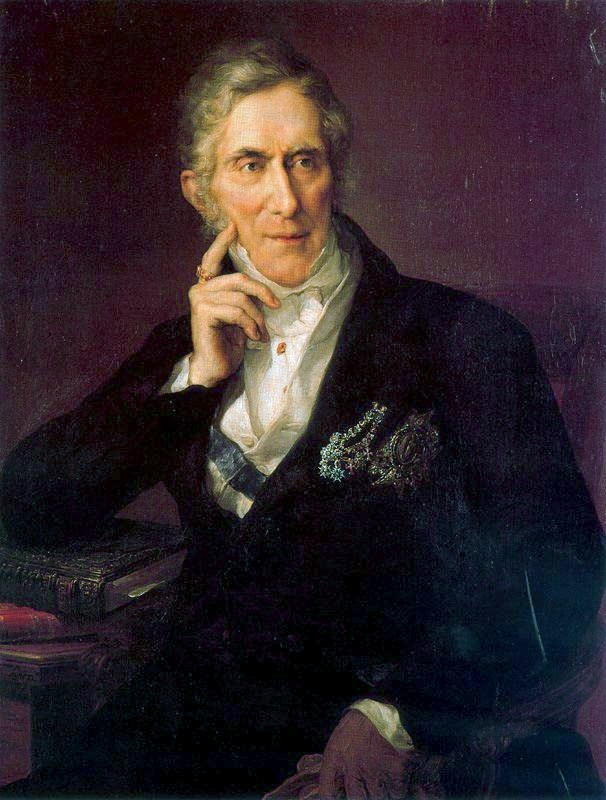
Pérez de Castro.
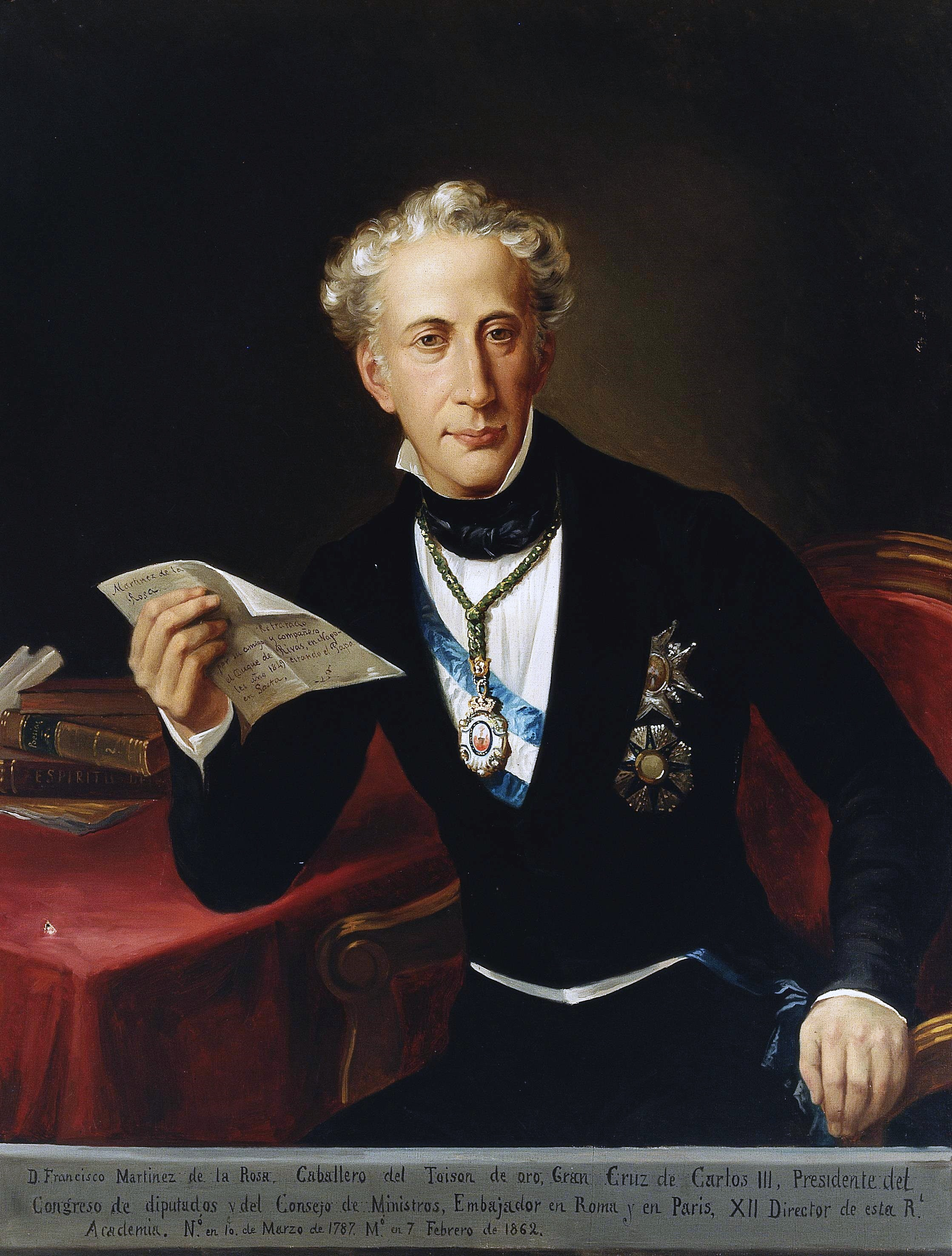
Martínez de la Rosa.

## Liberalismo isabelino

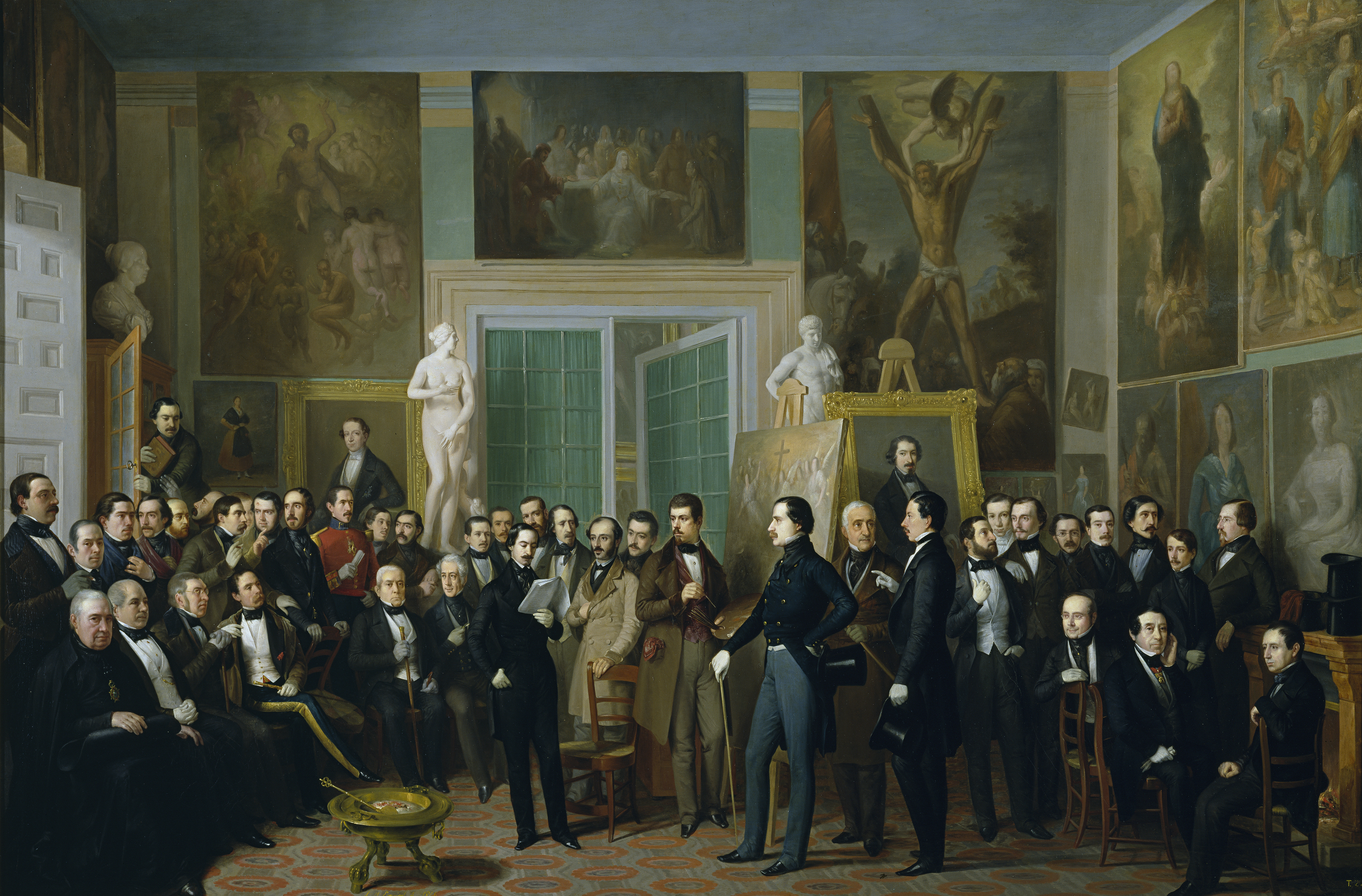
El pintor Antonio María Esquivel retrató en este cuadro de 1846 a toda una generación de literatos románticos, reunidos en su taller para escuchar una lectura de José Zorrilla, ante el retrato de Espronceda (muerto en 1842). La práctica totalidad de ellos se identificaban con la ideología liberal.

Los liberales del reinado de Isabel II (1833-1868), escindidos entre el moderantismo (Martínez de la Rosa, Alejandro Mon, Ramón María Narváez, Luis González Bravo) y el liberalismo progresista (Juan Álvarez Mendizábal, Salustiano Olózaga, Baldomero Espartero, Pascual Madoz); hubo también partidos intermedios, como la Unión Liberal (Leopoldo O'Donnell).
El término "isabelino" se utilizó como contraposición al término "carlista" para identificar a los partidarios de la construcción de un Estado liberal -más o menos progresista o moderado- frente a los defensores del Antiguo Régimen. También se utilizó, durante algún tiempo, el término "cristino" (por la reina regente María Cristina de Borbón).
Políticos civiles de distintas tendencias dentro del liberalismo:

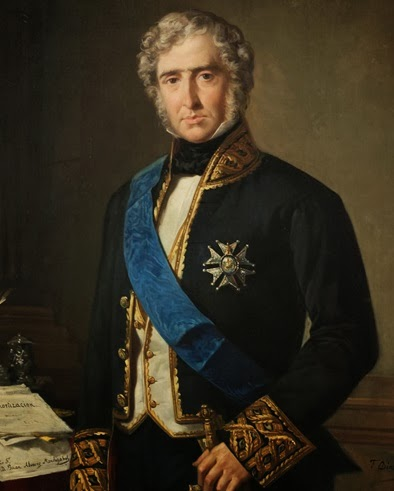
Mendizábal.
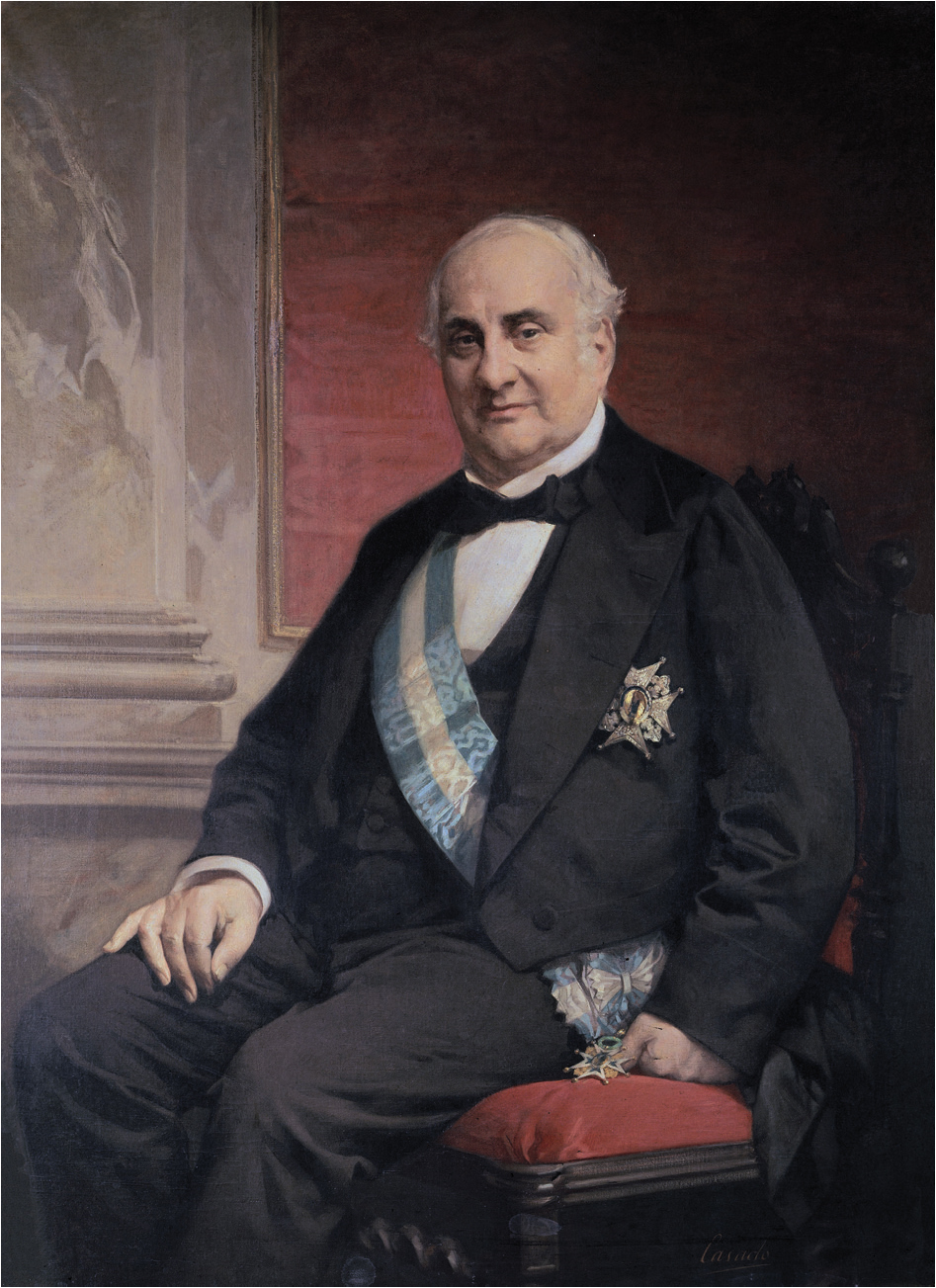
Mon.
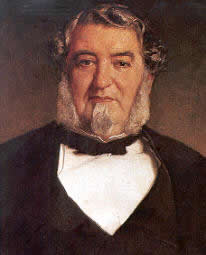
Olózaga.
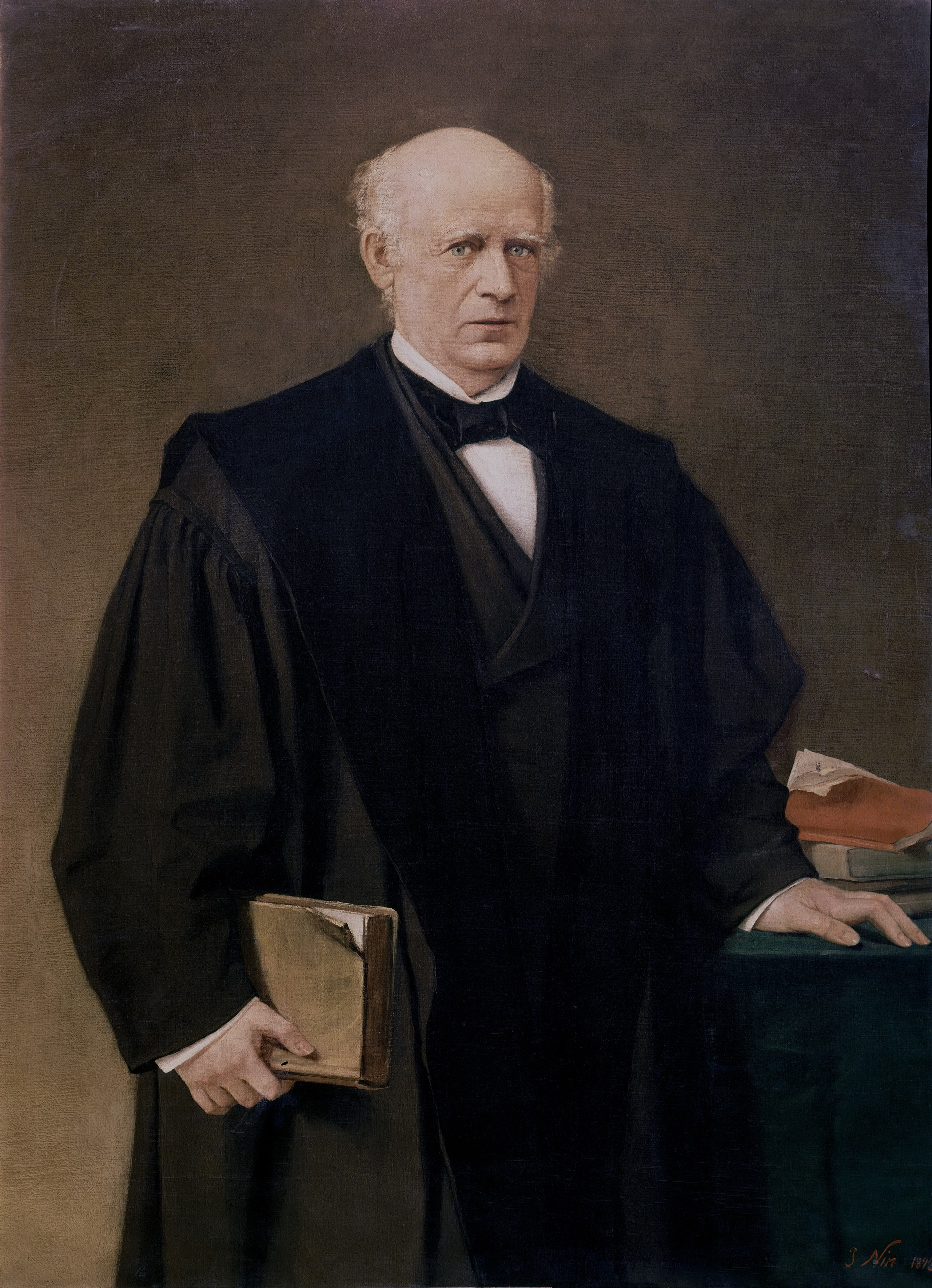
Madoz.
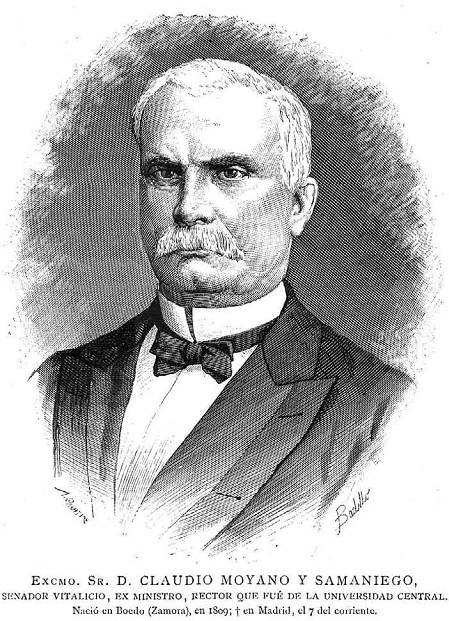
Claudio Moyano.
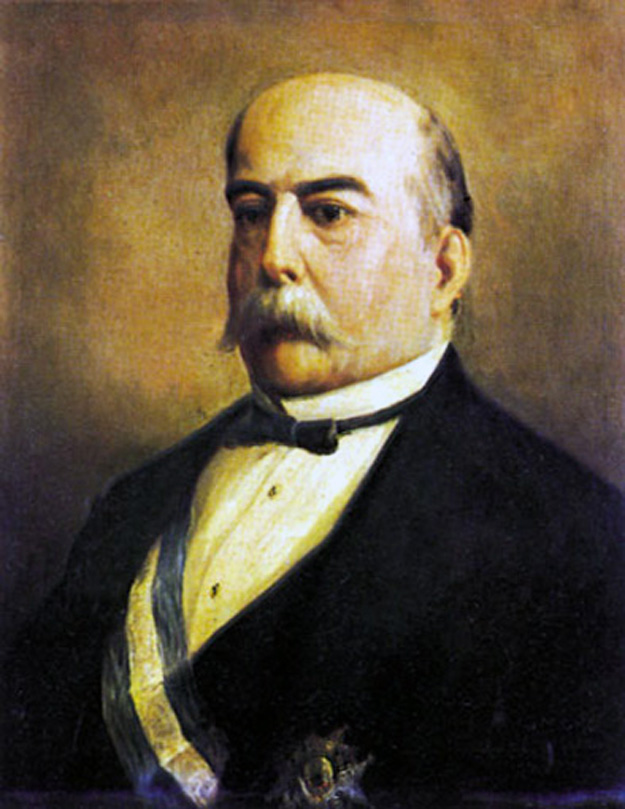
González Bravo.

"Espadones" liberales de distintas tendencias:

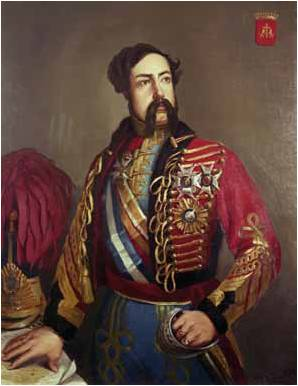
Diego de León, Conde de Belascóin y Virrey de Navarra.
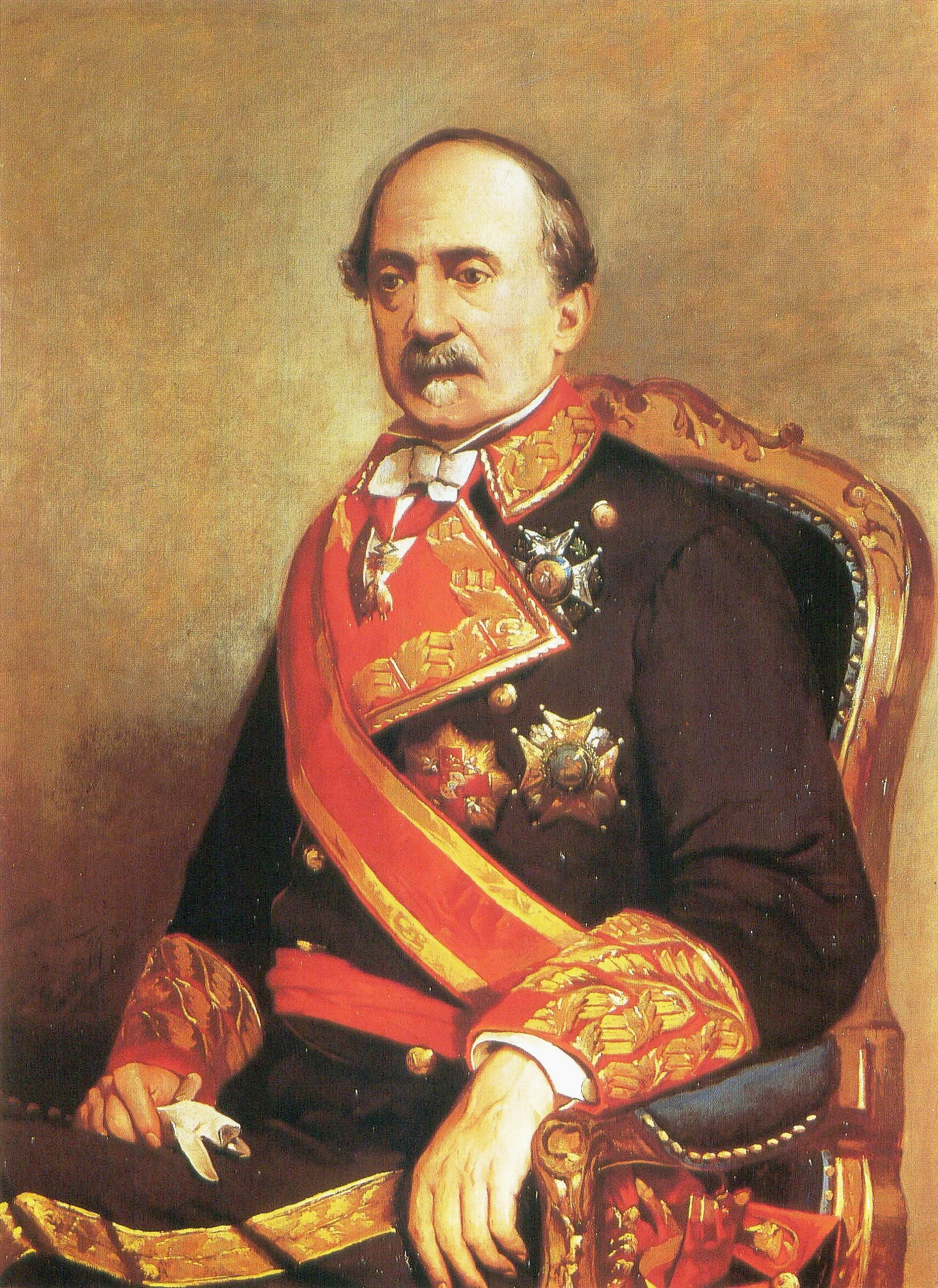
Manuel Gutiérrez de la Concha, Marqués del Duero.
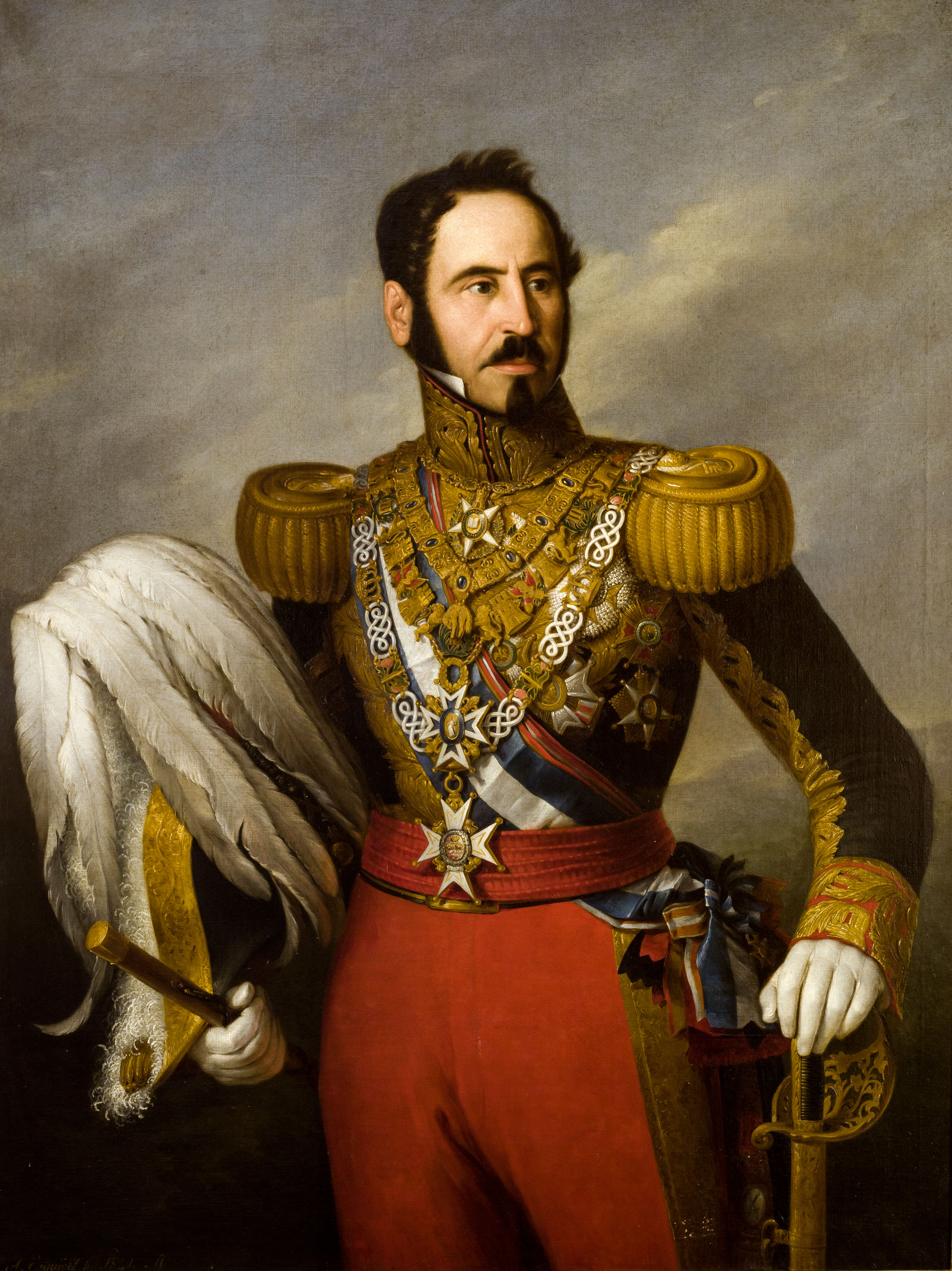
Espartero.
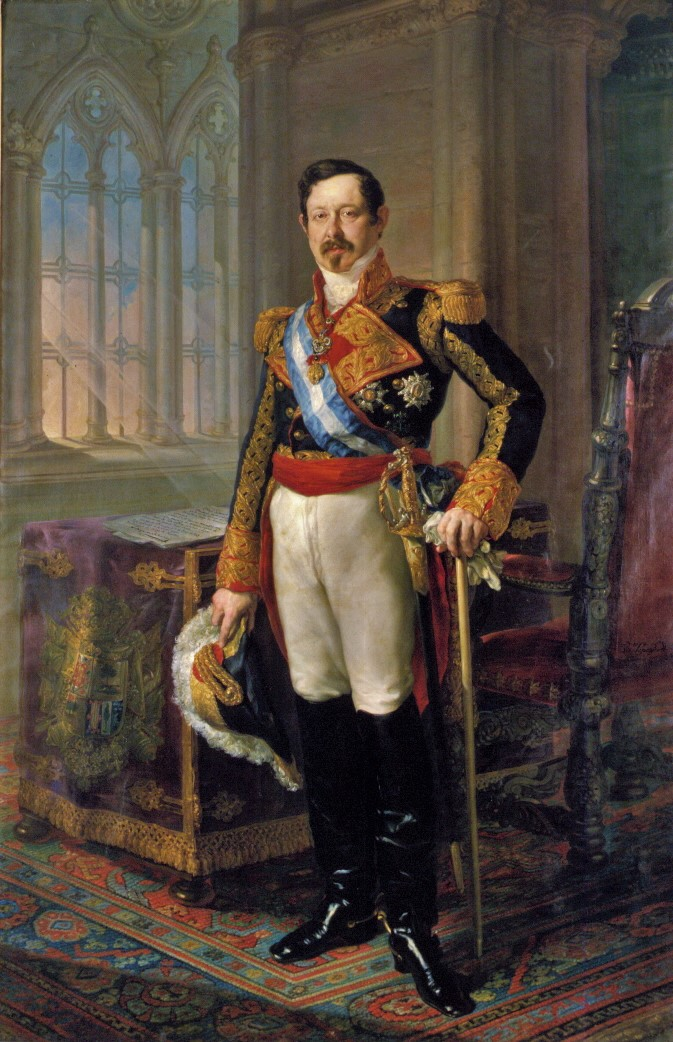
Narváez.
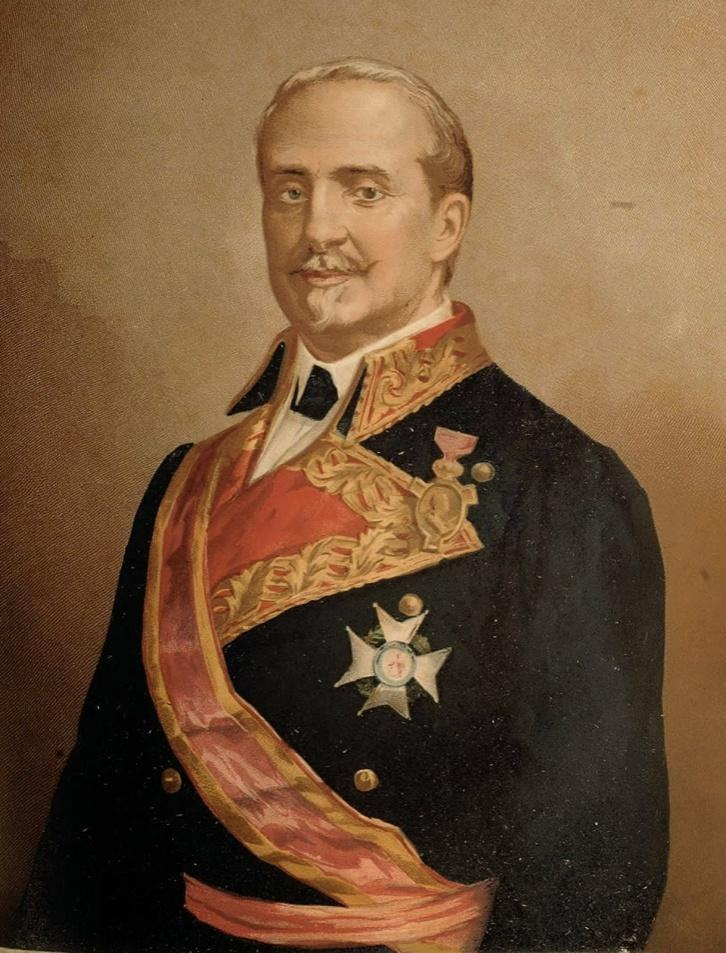
O'Donnell.
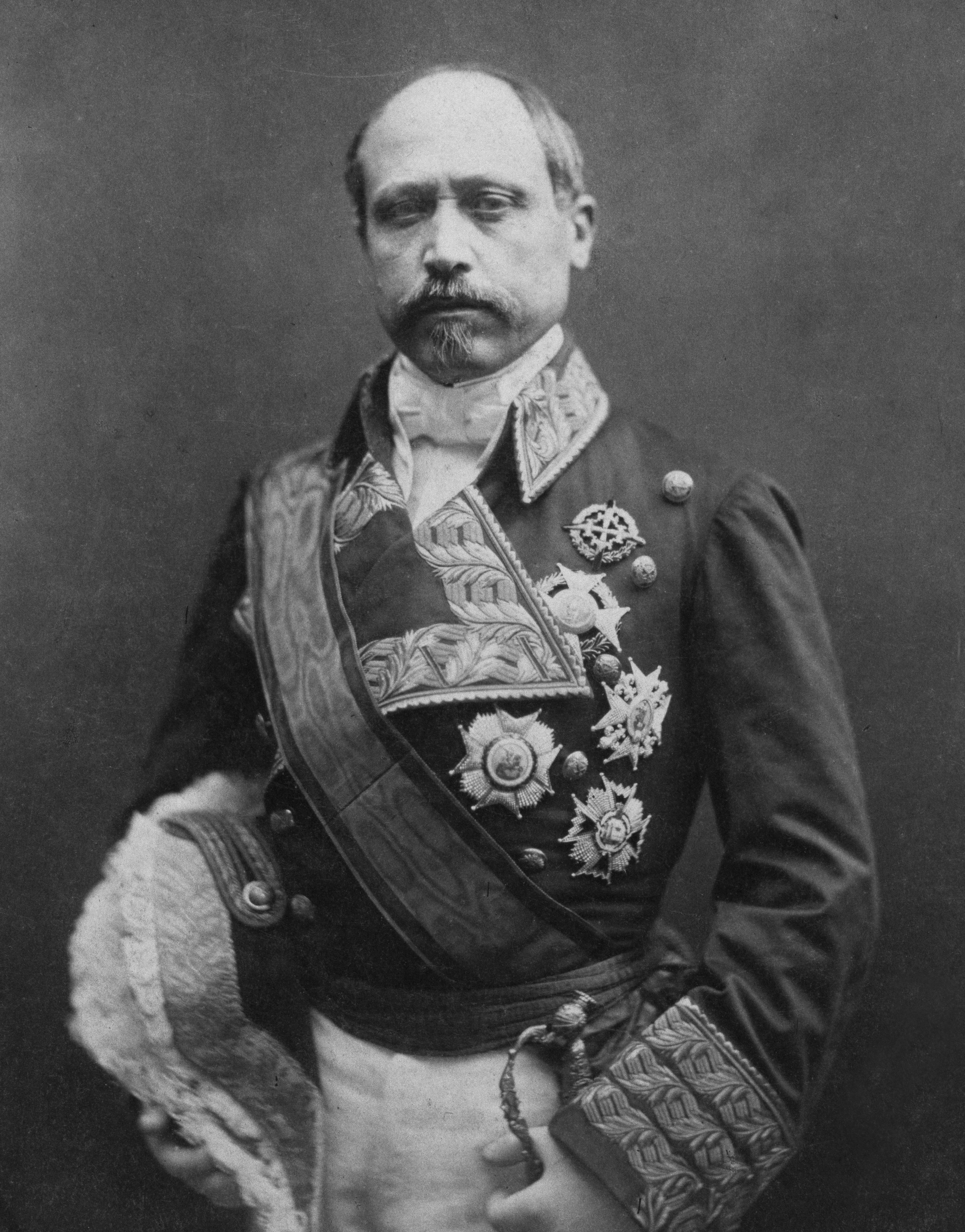
Francisco Serrano.
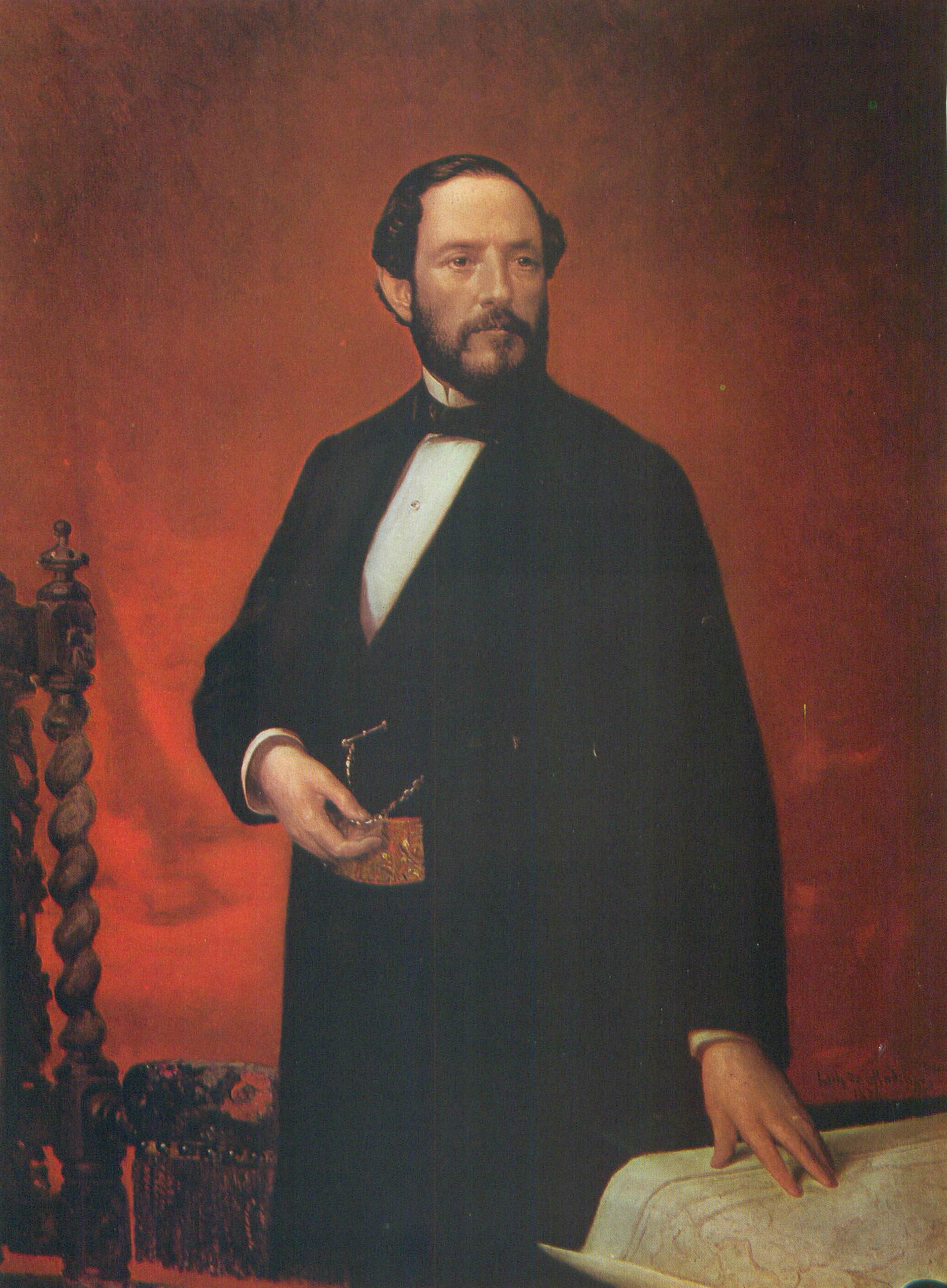
Juan Prim.
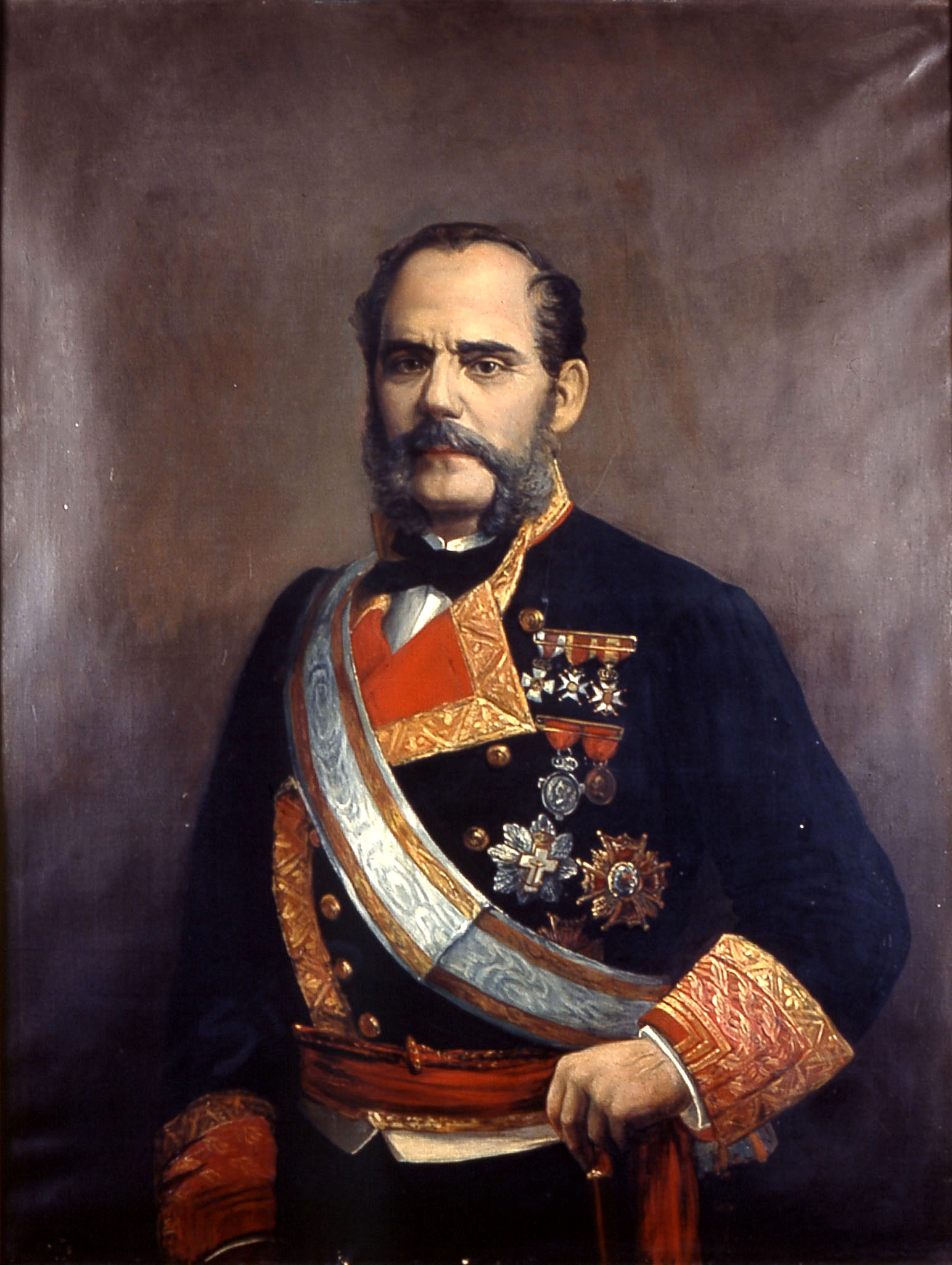
Juan Bautista Topete.
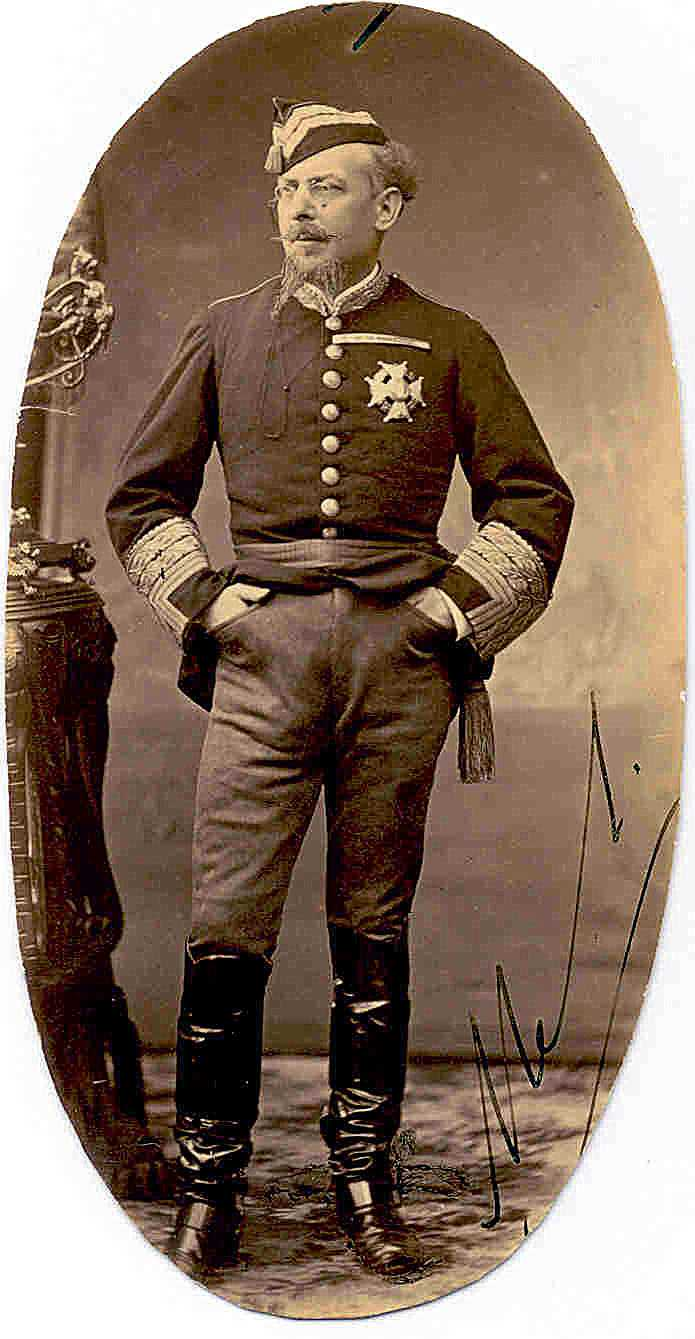
Manuel Pavía.

### Liberalismo económico en España
Desde los años centrales del siglo XIX se inició un debate intelectual y político entre el proteccionismo y el librecambismo, que implicaba la expresión de intereses de dos grupos antagónicos: la oligarquía terrateniente castellano-andaluza que, mientras se benefició de la posibilidad de exportar los excedentes agrícolas generados por la desamortización y el incremento de la superficie cultivada, no veía ningún inconveniente en abrir al capital extranjero el mercado de productos industriales, la explotación de los yacimientos mineros o el tendido ferroviario (empresas inabordables para el escaso capital nacional, habituado al rentismo); mientras que la burguesía catalana defendía el proteccionismo, para reservar el débil mercado nacional y los restos de mercado colonial a sus productos textiles. La convergencia de intereses entre ambas partes de la clase dominante no se produjo hasta finales del siglo XIX, provocando un incremento arancelario que convirtió a España en uno de los mercados más proteccionistas del mundo hasta la salida de la autarquía y el Plan de Estabilización de 1959 pilotado por los tecnócratas del Opus Dei. En todo el periodo se produjeron pendulaciones de la política económica: el librecambismo anglófilo de Espartero (que llegó a bombardear Barcelona en 1842), el arancel moderado de 1847 (continuación de la reforma fiscal Mon-Santillán), el arancel Figuerola de 1869, el arancel de guerra de 1891, el arancel Cambó de 1922 y la postura de José Calvo Sotelo contra el patrón oro debida a los estudios de Flores de Lemus.
La identificada como escuela de economistas liberales españoles estuvo formada por autores como José Alonso Ortiz, José Canga Argüelles, Álvaro Flórez Estrada y Valentín de Foronda. A pesar de la divergencia de intereses con la burguesía industrial catalana (representados por la escuela proteccionista de Eudald Jaumeandreu), hubo también catalanes entre los economistas partidarios del librecambismo: Laureano Figuerola, Joaquín Sanromá, Luis María Pastor, los hermanos Bona o Joaquín Gisbert. Entre las instituciones identificadas con la tendencia librecambista estaban la Sociedad Libre de Economía Política y la Asociación para la Reforma de los Aranceles, además de otras más veteranas, como la Real Sociedad Económica Matritense de Amigos del País y los Círculos Mercantiles e Industriales. Entre las identificadas con la tendencia proteccionista estaban el Instituto Industrial, la Sociedad para el Fomento del Trabajo Nacional, el Fomento de la Producción Nacional y otras instituciones que desde 1771 venían funcionando como grupo de presión o patronal textil, precedentes del Fomento del Trabajo Nacional (denominado así desde 1889).

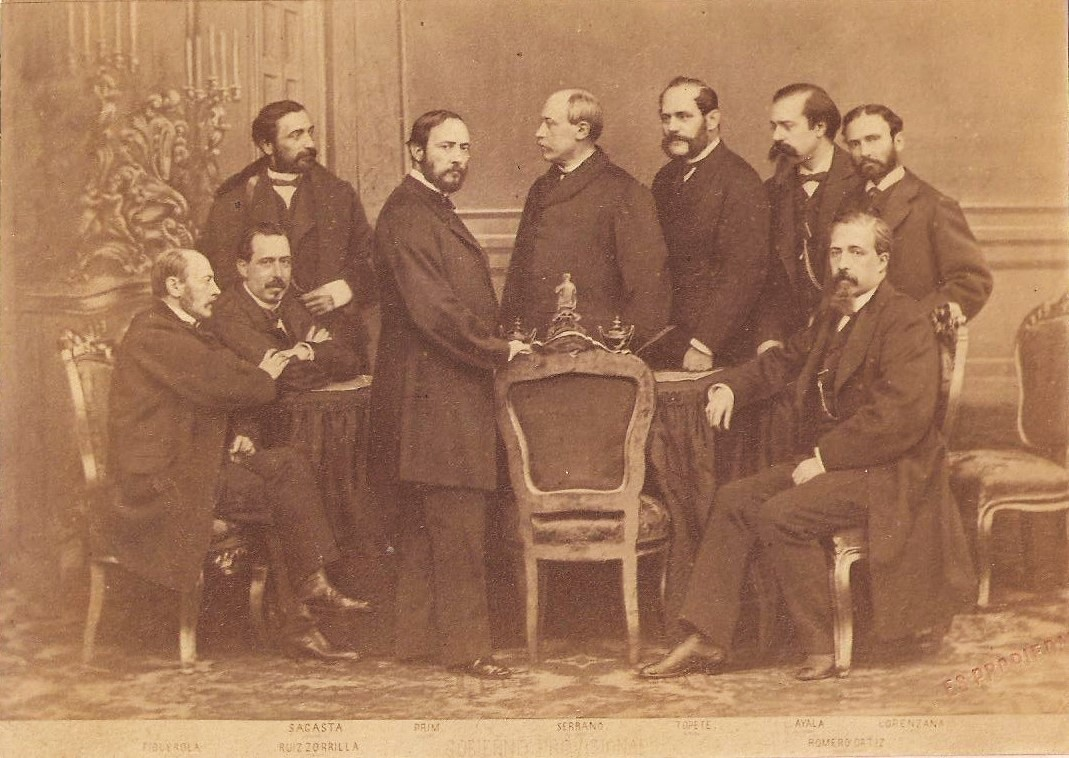
Gobierno Provisional de 1869: Laureano Figuerola, Práxedes Mateo Sagasta, Ruiz Zorrilla, Juan Prim, Francisco Serrano y Domínguez, Topete, Adelardo López de Ayala, Antonio Romero Ortiz y Juan Álvarez de Lorenzana. Foto de J. Laurent.

## Liberalismo en el Sexenio
El Sexenio democrático significó el acceso al poder de la izquierda liberal, desde los demócratas hasta los republicanos. Del mismo modo que socialmente la burguesía pasó de revolucionaria a conservadora, el término "liberal" dejó de identificar las opciones radicales para pasar a ser un patrimonio común de todas las opciones centrales del sistema político, que únicamente excluía a las opciones extremas o marginales (carlismo y movimiento obrero). El mismo príncipe exiliado Alfonso de Borbón utiliza el término para calificarse a sí mismo en el manifiesto de Sandhurst (1 de diciembre de 1874):

Ni dejaré de ser buen español ni, como todos mis antepasados, buen católico, ni, como hombre del siglo, verdaderamente liberal.

## Liberalismo en la Restauración

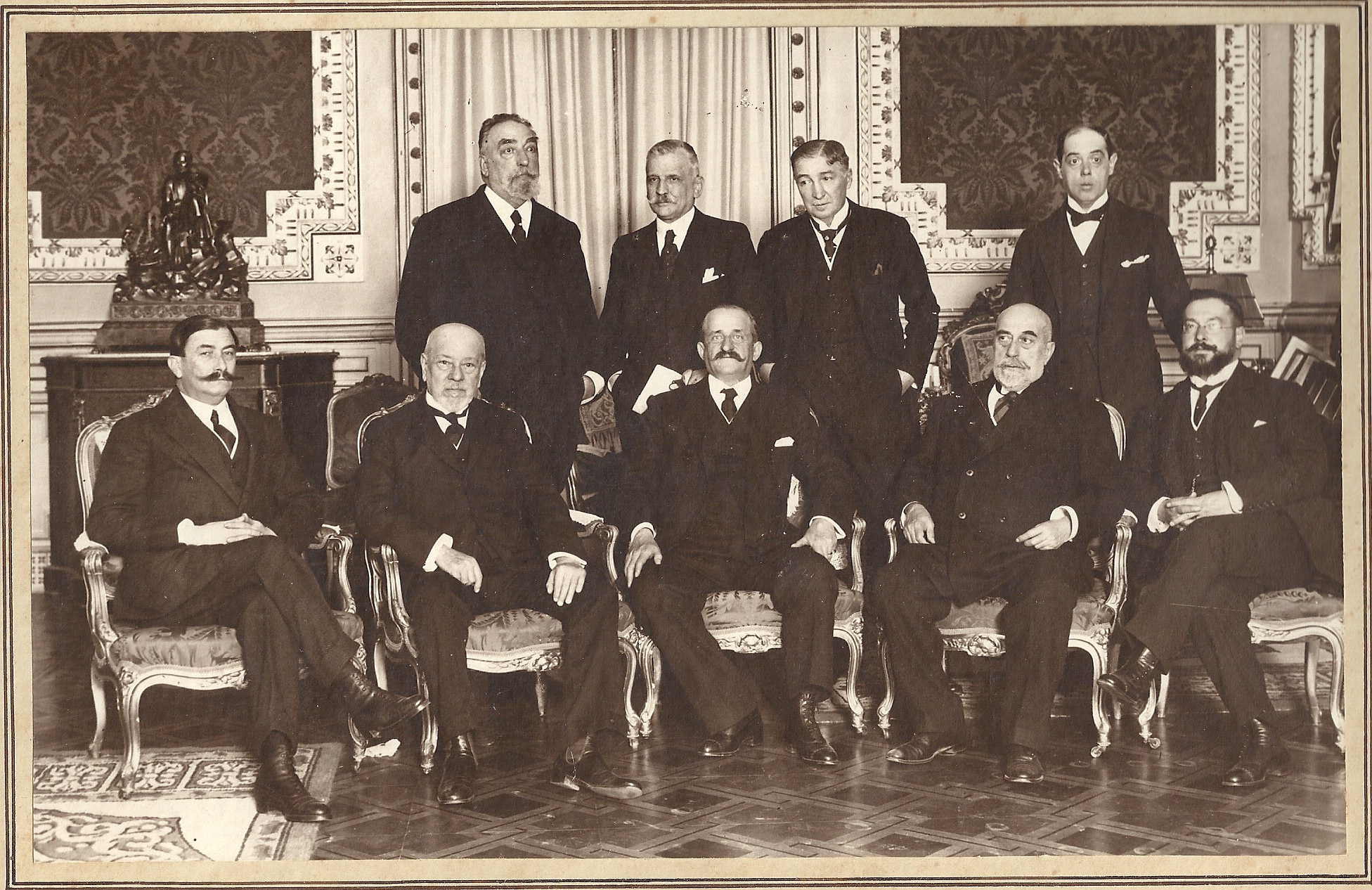
Gobierno Romanones (1918).

La cuestión universitaria de 1875 que privó de sus cátedras a los krausistas, desembocó en la creación de la Institución Libre de Enseñanza, refugio del libre pensamiento y los valores civiles que se identificaban tradicionalmente con el liberalismo; mientras que el nombre de liberal que llevaban ambos partidos dinásticos (el Partido Liberal-Conservador de Antonio Cánovas del Castillo y el Partido Liberal Fusionista o "Liberal-Progresista" de Práxedes Mateo Sagasta) se devaluó en cuanto a su capacidad de identificación ideológica, pasando a identificar, durante toda la Restauración (1875-1923), al "Partido Liberal" de Sagasta y sus sucesivas escisiones y refundaciones (Eugenio Montero Ríos, José Canalejas, Segismundo Moret, Álvaro de Figueroa -conde de Romanones-).

- Yo no sé, don José, cómo son los liberales, tan perros, tan inmorales.
- Oh, tranquilícese usté. Pasados los carnavales vendrán los conservadores, buenos administradores de su casa.
Antonio Machado

El liberalismo es pecado
Título de un folleto de muy amplia divulgación escrito por Félix Sardá y Salvany en 1884

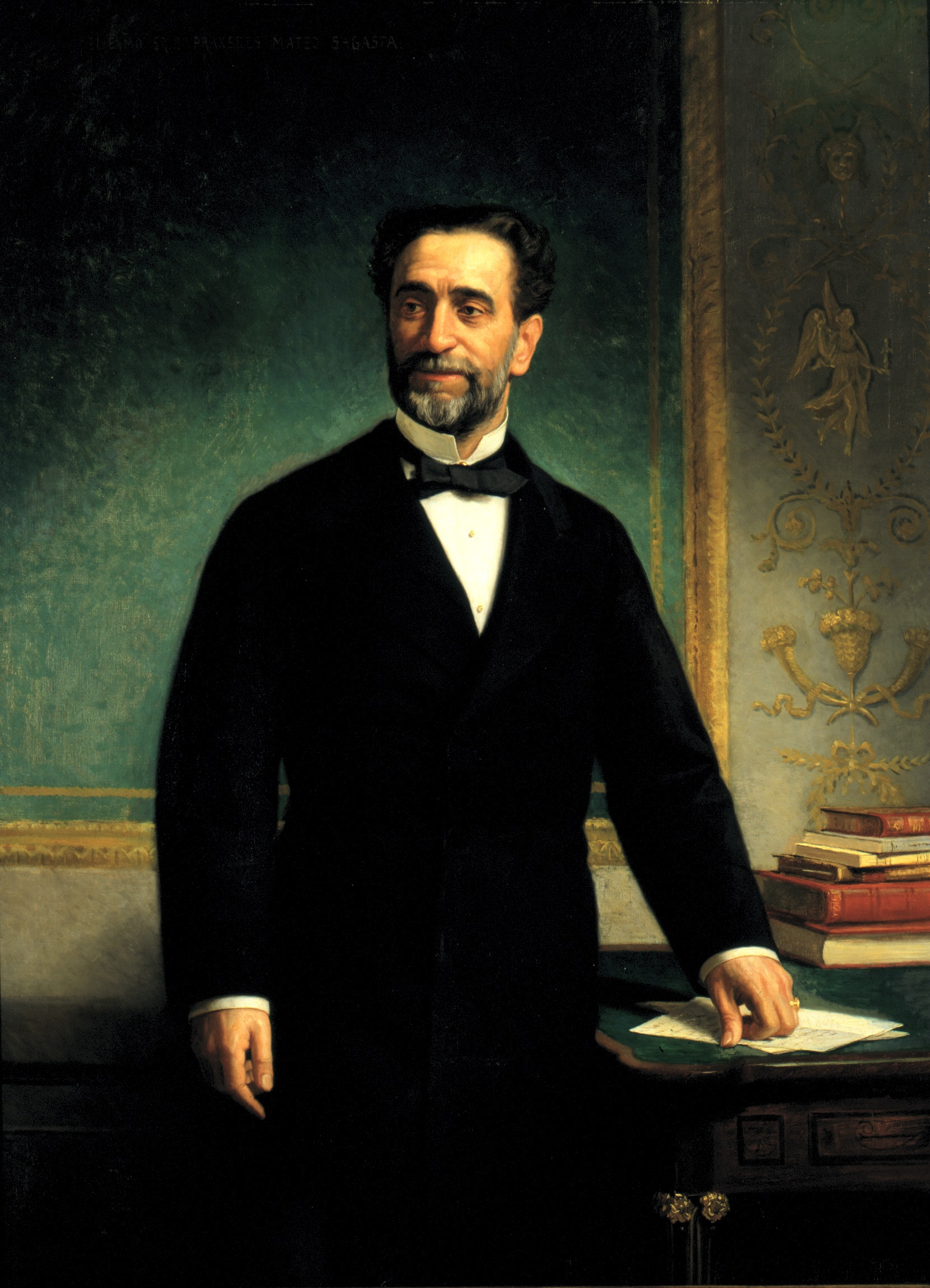
Sagasta.
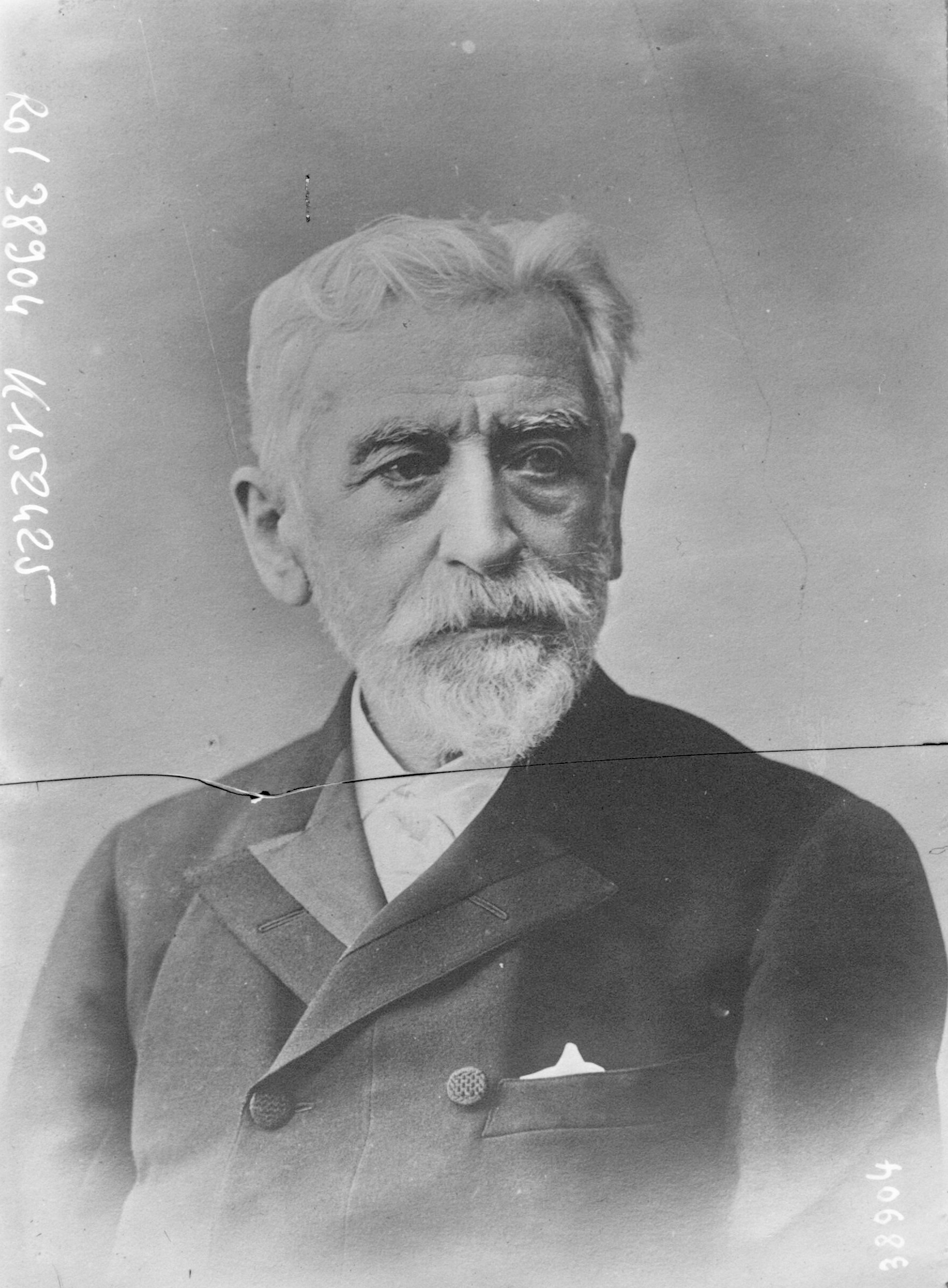
Montero Ríos.
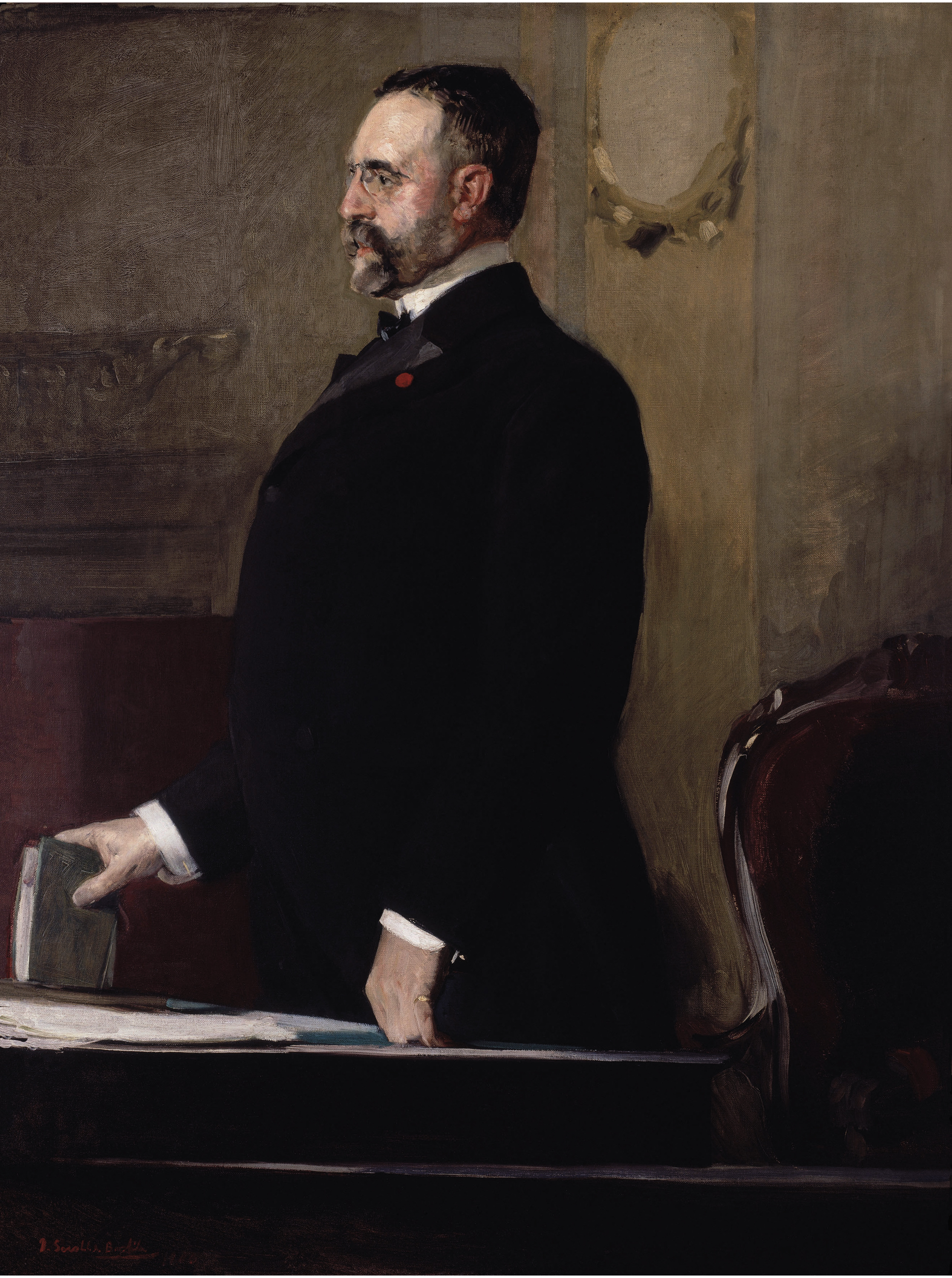
Canalejas.
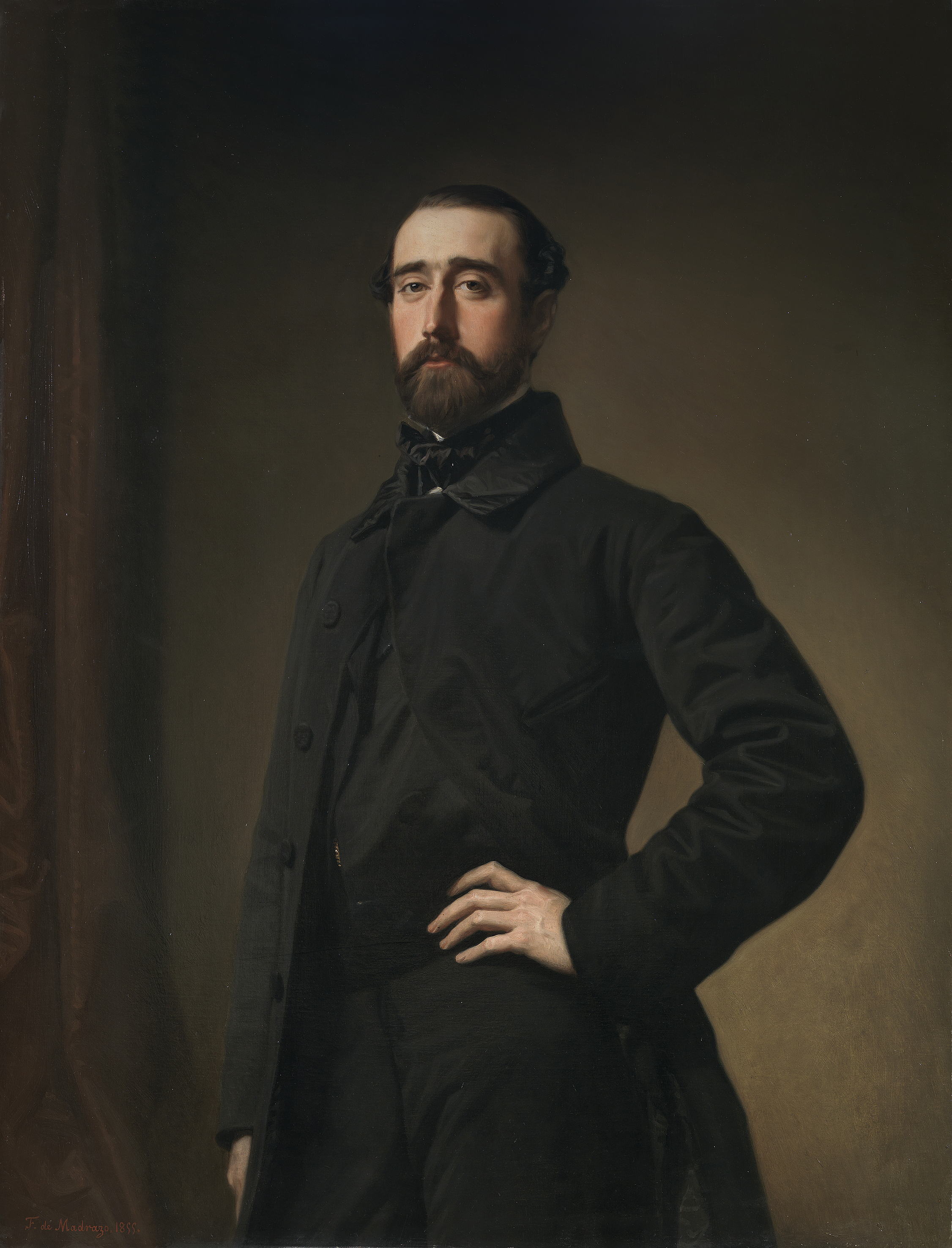
Moret.
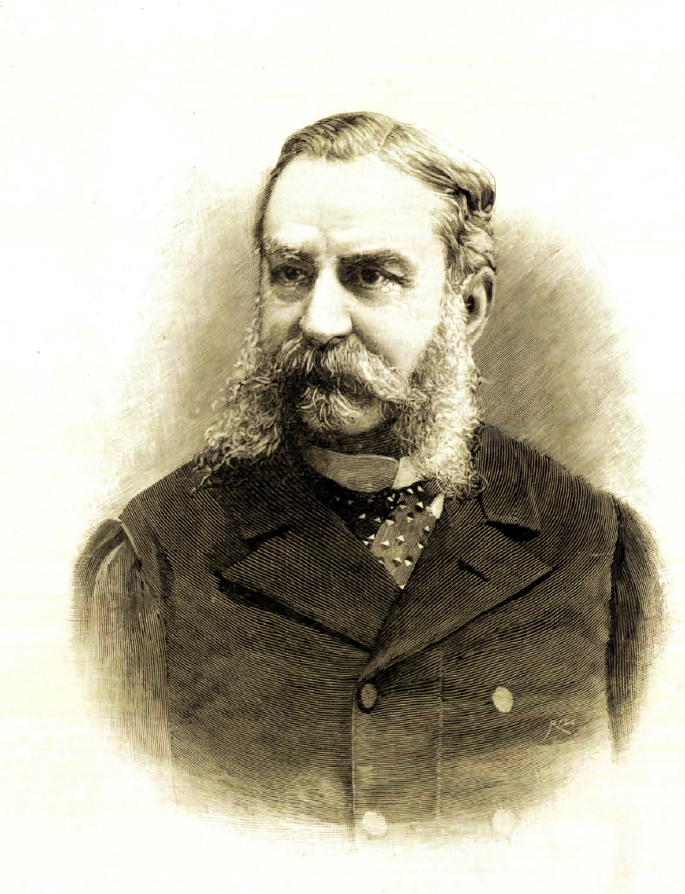
Aguilar y Correa.
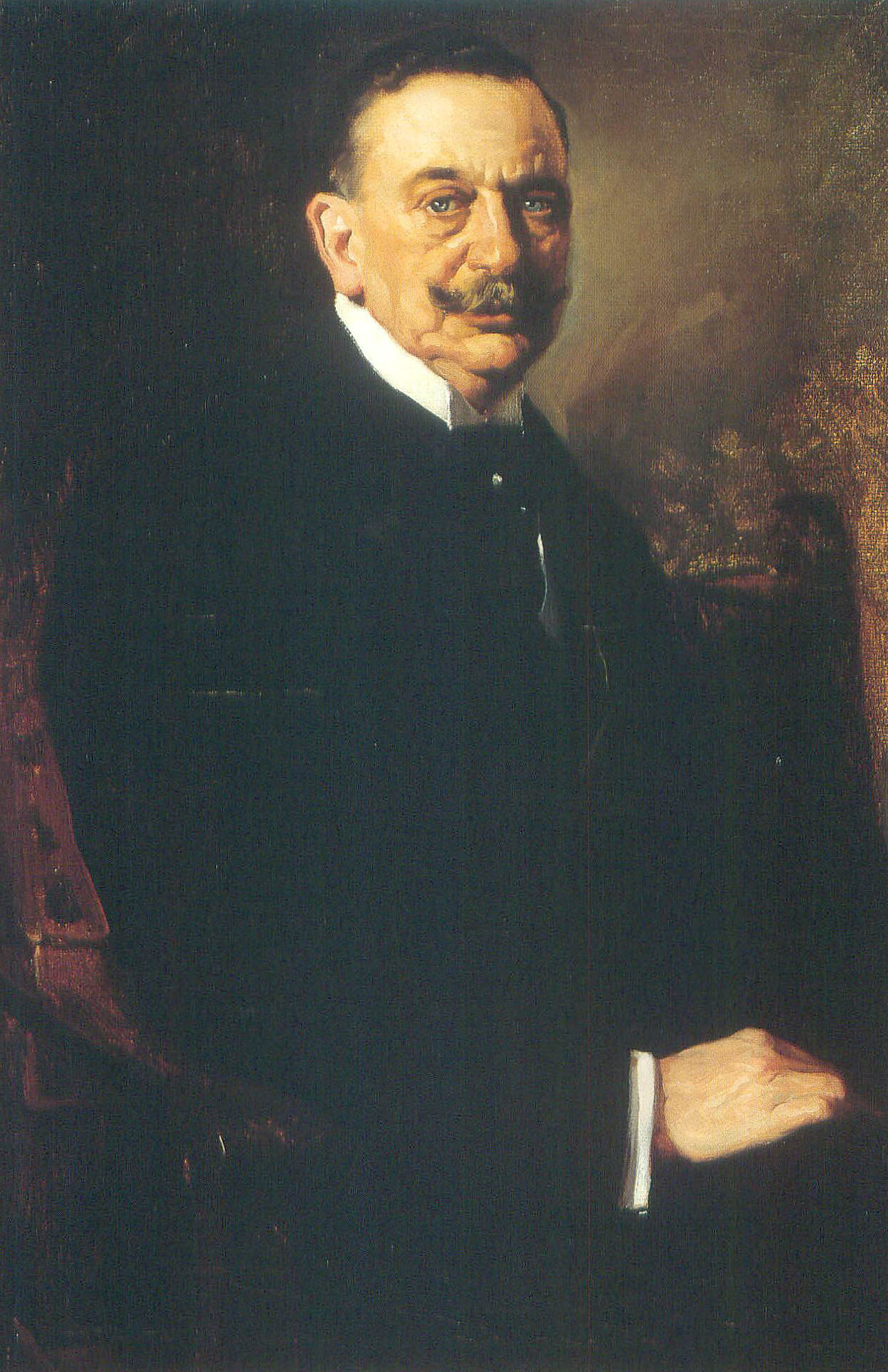
García Prieto.

## Liberalismo en el primer tercio delsigloXX
La crisis de la Restauración disolvió el sistema turnista de partidos dinásticos (desde el desastre de 1898, pero especialmente a partir de la crisis de 1917). En los años siguientes (entre 1923 y 1939) se sucedieron la Dictadura de Primo de Rivera, la Segunda República Española y la guerra civil española, periodos en los que no hubo ninguna agrupación política de importancia que se identificara con la etiqueta liberal; pasando a ser los republicanos los que se apropiaron de su espacio y sus valores, en especial los intelectuales de la agrupación al servicio de la República (José Ortega y Gasset, Gregorio Marañón y Ramón Pérez de Ayala). El pensamiento de Ortega y sus discípulos (María Zambrano, Julián Marías) se ha identificado frecuentemente con el liberalismo, incluso por ellos mismos, con mayores o menores matices. Incluso una figura del movimiento obrero como Indalecio Prieto pudo hacer una asociación de su ideología con un término que ya no implicaba identificación partidista alguna: soy socialista a fuer de liberal (1922).

## Liberalismo bajo el franquismo
Durante el régimen de Franco (1939-1975), momento en que la palabra liberal (libertinaje) se utilizaba como insulto (intercambiable con la palabra "masón" o "politicastro" -el desprestigio de la política como actividad y la conspiración judeomasónica eran obsesiones personales del propio Franco-), la etiqueta de liberalismo era utilizada por elementos moderados de la oposición al franquismo e incluso por elementos de la denominada familia "monárquica" o "juanista" dentro de las familias del franquismo; especialmente a los implicados en el denominado contubernio de Múnich y a los que formaron parte de las distintas organizaciones de integración política de finales del franquismo, como la Platajunta (Antonio de Senillosa, José Luis de Vilallonga).

## Liberalismo en la Transición
Durante la Transición Española (desde 1975) y el actual sistema democrático, la existencia de partidos liberales ha sido muy minoritaria en términos electorales. El espacio político del liberalismo fue reivindicado por grupos muy opuestos entre sí:
- por la Unión de Centro Democrático (UCD) de Adolfo Suárez, que contaba con una familia liberal (Garrigues Walker, Ignacio Camuñas, Manuel Clavero Arévalo);[30]
- por candidaturas unitarias de la oposición (en las elecciones de 1977 bajo la denominación Senadores por la Democracia, con Joaquín Satrústegui);
- por una parte de los nacionalistas catalanes, especialmente la Convergència Democràtica de Catalunya de Jordi Pujol (mientras que la otra parte de su coalición, Unió Democràtica de Catalunya era, como el Partido Nacionalista Vasco, uno de los fundadores históricos de la Internacional Demócrata Cristiana);[31]
- por los partidos e individuos, muy poco numerosos entre 1977 y 1982 (Antonio de Senillosa), mucho más a partir de esa fecha,[32] que se aproximaron a las sucesivas agrupaciones de la derecha ex-franquista (primero Alianza Popular, luego Coalición Democrática -donde se incluyó Acción Ciudadana Liberal de José María de Areilza- y luego Coalición Popular -AP-PDP-UL, siglas de Alianza Popular-Partido Demócrata Popular-Unión Liberal, siendo Pedro Schwartz el que encabezaba a los liberales-, todas ellas lideradas por Manuel Fraga), conglomerado que alcanzó su definitiva denominación en 1989 como Partido Popular (algunos de cuyos componentes se definen actualmente a sí mismos como liberales, en afirmaciones siempre polémicas -Rodrigo Rato, Esperanza Aguirre, Alberto Ruiz-Gallardón-[33]);
- por otros grupos liberales, que alternativamente optaron por alguna de las integraciones anteriores (con el centro, con la izquierda o con la derecha política), o bien por una andadura en solitario, con o sin homologación internacional en la Internacional Liberal. En muchas ocasiones, las trayectorias de personalidades identificadas con la etiqueta liberal se entrecruzaron, entrando y saliendo de unos y otros partidos, coaliciones u operaciones, como ocurrió con José María de Areilza o con los hermanos Garrigues Walker. El único momento en que una opción exclusivamente identificada con lo liberal adquirió un gran protagonismo fue durante la denominada operación Roca (el intento de convertirse en un partido bisagra entre el PSOE y el Partido Popular, apoyando como candidato a presidente del gobierno a Miquel Roca, de la coalición catalana Convergència i Unió, y que presentó candidaturas en el resto de España -excepto Galicia- con el nombre de Partido Reformista Democrático en las elecciones de 1986, sin obtener ningún escaño).
- por Ciudadanos-Partido de la Ciudadanía. Su líder político Albert Rivera desde el último congreso nacional del partido dicen ser los nuevos "Liberales de Cádiz" en una clara alusión a lo acontecido a principios del siglo XIX.

## Liberalismo español en la actualidad
Dentro del amplio y difuso espacio social que a finales del siglo XX y comienzos del siglo XXI se identifica con la tradición y los valores del liberalismo, la etiqueta liberal suele aplicarse a algunos dirigentes de las organizaciones empresariales, como la CEOE (José Antonio Segurado), ciertas fundaciones (Fundación Ortega-Marañón), y a personalidades del mundo académico, especialmente en economía (Pedro Schwartz, Jesús Huerta de Soto), además de instituciones como el Instituto Juan de Mariana.

### Neoliberalismo español
En el contexto histórico del proceso de globalización, la adopción del término "neoliberalismo español" se aplica, como en el caso general ("neoliberalismo") a las políticas económicas desreguladoras y privatizadoras de distintos gobiernos y por las organizaciones internacionales (FMI, Unión Europea -criterios de convergencia-), además de a los individuos (intelectuales, políticos o empresarios) o instituciones (think tanks como la FAES, vinculada al Partido Popular) identificados especialmente con ellas y con el concepto de sociedad de mercado.